# 艾蒂安·德·南苏蒂
南苏蒂伯爵艾蒂安-马里-安托万·尚皮翁（法語：Étienne-Marie-Antoine Champion, Comte de Nansouty，法語發音：[etjɛn maʁi ɑ̃twan ʃɑ̃pjɔ̃ kɔ̃t də nɑ̃suti]，1768年5月30日—1815年2月12日）是法国大革命战争期间的一位法军騎兵軍官，1803年晋升为师级将军，随后在拿破仑战争期间担任重要的指挥角色。
南苏蒂有勃艮第贵族血统，曾是布列讷军校的学生，后毕业于巴黎军校。南苏蒂于1785年加入軍隊，当时他在勃艮第步兵团担任少尉，該部隊是路易十五時期他父親所在的單位。1792年法国大革命战争爆发时，身為骑兵军官的南苏蒂被任命为尼古劳斯·卢克纳元帅的副官。第一次反法同盟期间，南苏蒂在第9（重）骑兵团担任中校和骑兵中队指挥官，与其他法国军队一同在莱茵河及神圣罗马帝国作战。1793年，南苏蒂晋升上校并指挥第9骑兵团，因為多次出色的骑兵作戰名聲大噪。1799年，他成為旅級將軍，隨後多次拒絕繼續晉升其軍階。1800年，南苏蒂於让·维克多·莫罗麾下在德国南部作战。
1803年，南苏蒂晋升為法軍最高军衔师级将军。之後，他被任命为法皇拿破仑組建的「大军团」第一重骑兵师司令。1804年至1809年，南苏蒂指挥第一重骑兵师参與第三、第四和第五次反法同盟的的重要作戰，其中包括奥斯特利茨、弗里德兰、埃克米尔、阿斯珀恩-埃斯灵及瓦格拉姆等戰。1812年俄罗斯战役期间，南苏蒂指挥第一骑兵军，他在奥斯特罗夫诺和博罗金诺等战役中表现出色，但在戰鬥中膝盖受了重伤。次年，他指挥帝国卫队的骑兵，率领部队在德累斯顿、莱比锡和哈瑙等地战斗时再次负伤。1814年，他带领他的部下参加了几次战斗，包括拉罗蒂埃、蒙米赖尔、沃尚和克朗，直到那年他因受伤而丧失行动能力。
南苏蒂作为法兰西第一帝国的军事精英成员和荣誉军团勋章的获得者，還兼任著皇帝的第一扈从與帝国的龙骑兵大将。波旁复辟期间，路易十八授予他额外的荣誉，包括进入法国国王的军事委员会。南苏蒂于1815年2月去世，葬于巴黎的拉雪兹神父公墓。他的名字刻在凯旋门上，巴黎第十四区的一条街道以他的名字命名。

## 早期生活
艾蒂安·德·南苏蒂于1768年5月30日出生于波尔多，其父在曾服役長達五十年，在路易十五時期于波兰王位继承战争、奥地利王位继承战争及七年战争作戰，然後被任命为波尔多一座堡垒的少校。南苏蒂年少時如其他旧政权小贵族一样，选择跟随父亲的脚步参军。1779年，南苏蒂17岁时被布列讷军事学校录取，以表现良好和勤奋而为人所知。1782年10月21日，他转學到巴黎军事学院。南苏蒂在那里取得优异的成绩。两年后，南苏蒂成为圣母和卡梅尔骑士团的骑士，并有幸被未来的国王路易十八亲自授勋。1783年5月30日毕业后，南苏蒂被任命为少尉。1785年5月26日，南苏蒂被派往勃艮第步兵团，該部隊是其父親的舊部。

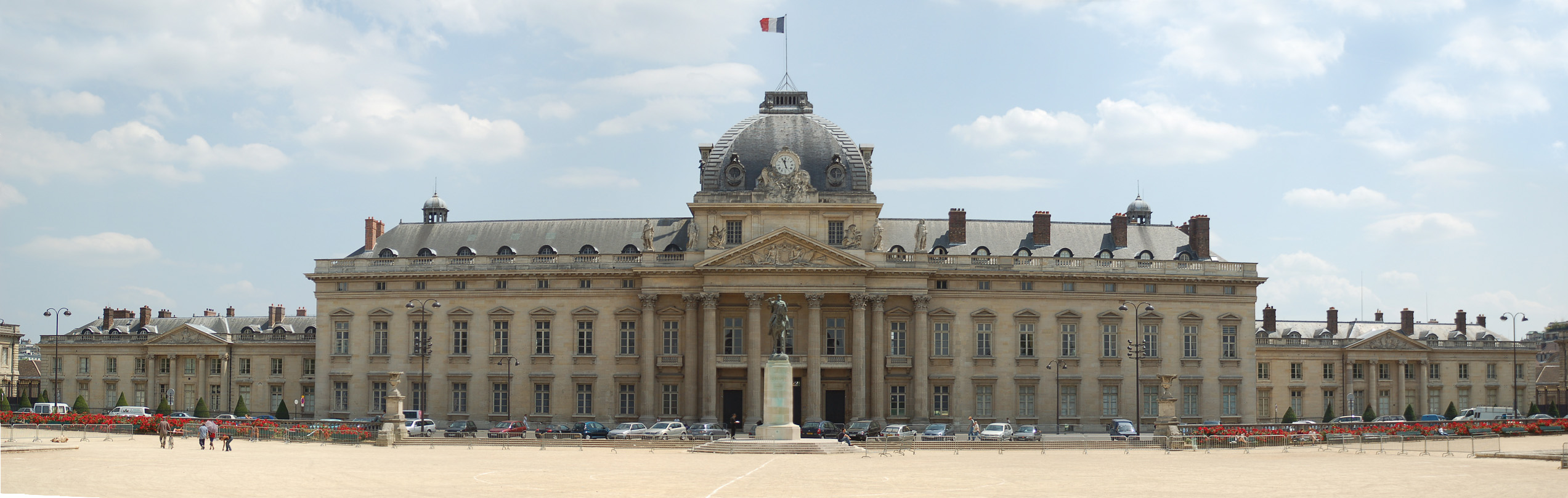
巴黎军事学院。作为一名年轻的学员，南苏蒂在这里学习，然后在1783年成为一名初级军官

南苏蒂的童年和青年时期，其家庭在波尔多过着平静的生活，他的父亲在那里担任一座堡垒的指挥官，他和家人一起生活在那里，另外还有1000里弗的退休金。1785年，他的父親在服役60多年后突然去世时。南苏蒂的母亲没有收入来抚养自己的儿子和两个女儿。不過布兰卡斯公爵夫人和博沃元帅的妻子等有影响力的人幫助了他們，向战争部长塞居尔通知南苏蒂ㄧ家的情況。1788年，南苏蒂被任命为第4轻骑兵团的临时队长，他很快被调到另一个骠骑兵团（该团于1791年成为第6骠骑兵团，1793年改为第5骠骑兵团）。1791年，南苏蒂离开该团，连续担任两个军事参谋职位，先是12月20日在中央陆军担任助理，然后擔任卢克纳元帅的副官。1792年，南苏蒂晉升为中校，於3月5日接任第2轻骑兵中队隊長，随后于4月4日转任第9骑兵团一个中队隊長，他在接下来的七年半中一直在该团任职。

## 法国大革命战争

### 第一次反法同盟

#### 第9骑兵团军官

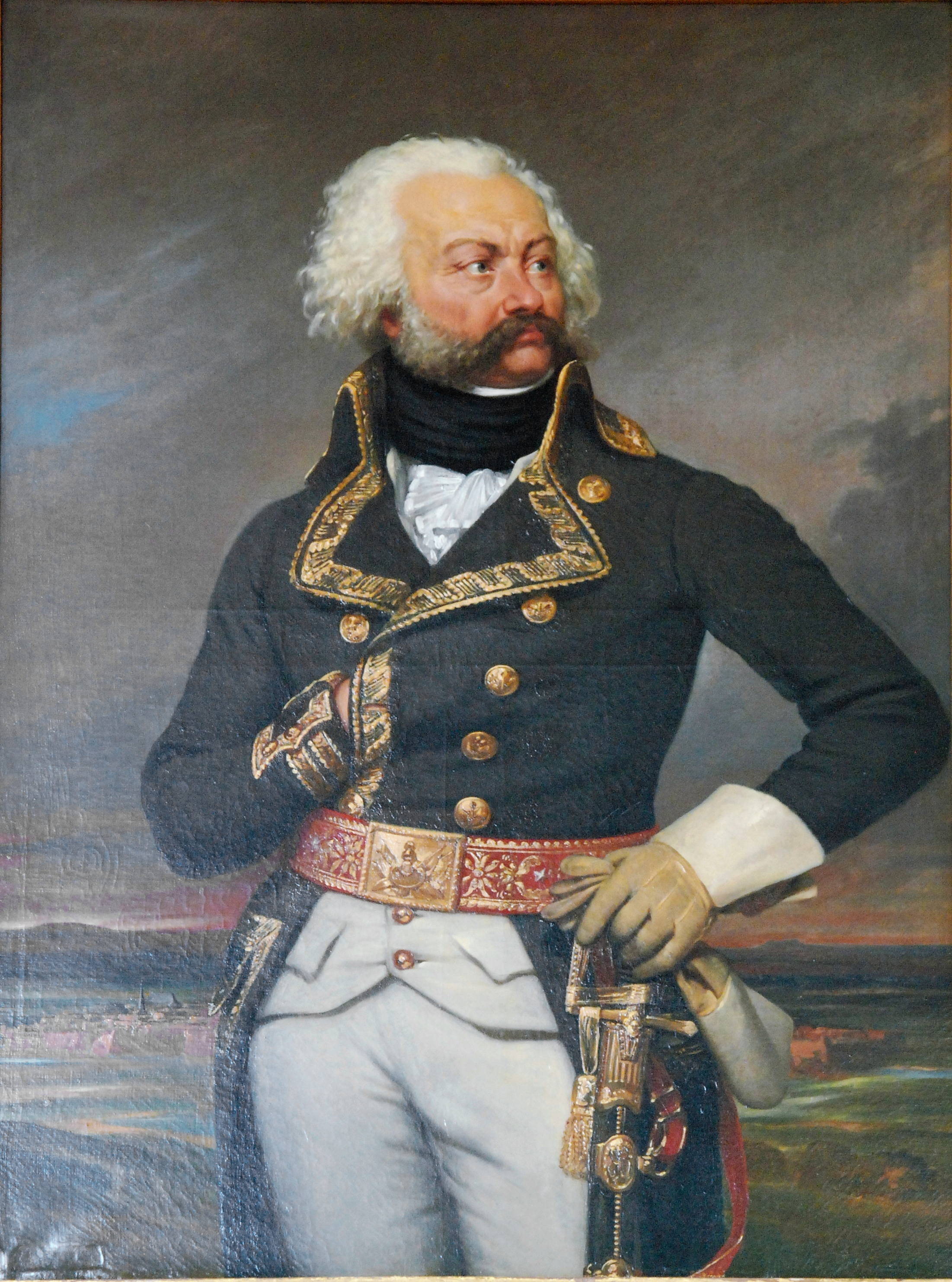
「萊茵軍團」司令亚当·菲利普·德·屈斯蒂納将军

法国大革命战争爆发後，时任第9騎兵團司令巴达·德·博多萨尔瓦上校于1792年5月末病倒，无法履行职务，南苏蒂作為該團最资深的中校被任命為臨時團長。該團為「莱茵军团」司令屈斯蒂納將軍的麾下部隊，將隨大部隊向普法尔茨进军。同年10月底，巴达·德·博多萨尔瓦上校去世，南苏蒂被任命为该团團長。然而，屈斯蒂納任命更资深的卢巴特·德博汉中校为第9骑兵团團長，並在南蘇蒂的抗議下繼續維持該决定。1793年3月30日，第9骑兵团在上弗勒斯海姆与普軍交戰。南苏蒂的第1中队起初成功衝擊對手，但隨後被普軍骠骑兵反击，不過其餘中隊迅速追上南苏蒂的中队，并一同击溃敵軍。之後，军团司令指挥官屈斯蒂納在轉調至「北方军团」前，下令部隊對奧軍發動一次決定性進攻。然而由於法軍在夜間行軍中的骑兵、步兵和炮兵的机动不协调，5月17日的作戰已失敗告終，僅繳獲許多敵軍的火炮。
儘管如此，時任第9騎兵團團長卢巴特·德博汉仍在几天后晉升為將軍，南蘇蒂再度被任命為該團的臨時團長。該團在時任萊茵軍團司令亚历山大·德·博阿尔内将军麾下時，在前往美因茨途中於兰道與敵軍交火，該部多次發動襲擊。之後，該團第2中队隊長援引了一项模棱两可的新法律规定，要求由他而不是南苏蒂担任该团的團長，但被拒絕。

#### 第9骑兵团团长
南苏蒂作为第9骑兵团上校团长，参加了1793年11月和12月在斯特拉斯堡附近的几次成功的骑兵突袭。12月底，他参加了盖斯贝格战役。在这场战斗之后，指挥南苏蒂团所属骑兵师的多纳迪厄将军因涉嫌怯战而受到审判并被处决。南苏蒂则没有卷入该事件。此外，尽管他是旧制度贵族的一员，但在法国大革命的激进阶段，南苏蒂从未受到任何骚扰。

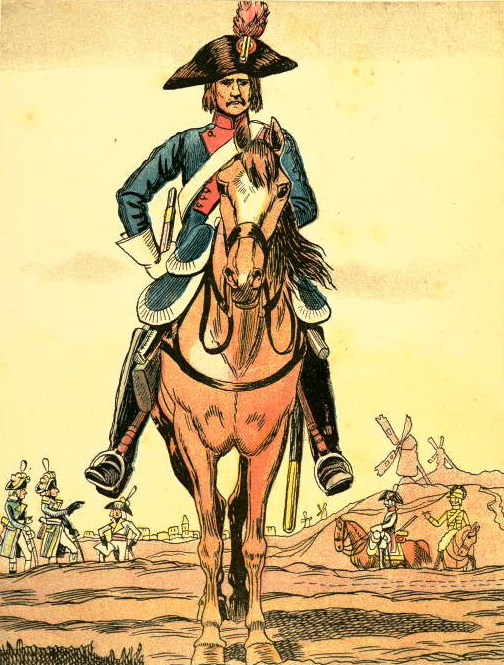
1795年的法军重骑兵

在1794年的战役中，莱茵兰的战争仍在继续，路易·德赛将军击退了反法联军。南苏蒂的第9骑兵团与第17龙骑兵团组成一个骑兵旅，由德尔马斯·德拉科斯特将军担任旅长。同年5月底，该旅在两次不同的行动中对奥地利骑兵表现出色。法国莱茵军团总司令米肖将军在报告中指出，德尔马斯的两个团在每次面对敌人时都表现出勇敢和无畏。7月，第9骑兵团参与了几次指挥良好的骑兵行动，南苏蒂获得了极好的声誉，被公认为是一个纪律严明和知道如何训练骑兵的指挥官。
从1794年12月开始，莱茵河的法军经历了一段艰难时期，其标志是夏尔·皮舍格吕将军无法占领美因茨。让·维克多·莫罗将军接替他担任总司令。莫罗将军队重组为三个军，外加一个预备队，包括其中第9骑兵团。布歇尔领导下的预备骑兵部队介入了埃特林根战役，第9骑兵团的两个中队投入了战斗，表现得非常出色。这场战役的下一个重要时刻是1796年8月11日黎明时分发生的事件，当时南苏蒂和他的手下暂时隶属于洛朗·古维翁·圣西尔将军的“中央军团”。该军团的骑兵在连续几天的行军后筋疲力尽，决定派一个较新的骑兵中队担任岗哨，对于这样一支精锐的重型骑兵部队来说，这是一项不寻常的职责。黎明时分，随着内雷斯海姆战役的开始，奥地利骑兵向骑兵冲锋，吓坏了毫无准备的法军骑兵，法军士兵惊慌失措地逃跑了。他们的突然逃跑在其他骑兵团的队伍中引起了恐慌，法军其他士兵习惯于看到精锐骑兵每次都战胜敌人。南苏蒂竭尽全力阻止骑兵的溃败，并重组其他惊慌失措的部队，但骑兵的士气一整天都非常低落，南索提被迫在敌人面前让步，而不是尝试冒险带着士气低落的部队冲锋。这引起了军团指挥官圣西尔将军的批评，他将他的副官派往南苏蒂的部队并下令骑兵冲锋，后者在花了必要的时间部署他的手下后才这样做。在南苏蒂的指挥下，四个骑兵团执行了一次出色的冲锋，阻止了奥地利第一线列步兵团的前进。第二天，卡尔大公的部队从战场上撤退。南苏蒂的第9骑兵团在1796年的战役中还有许多大放异彩的时刻。南苏蒂变得非常喜欢他自己的部队，并多次拒绝晋升准将，宁愿继续担任第9骑兵团的上校团长。

### 第二次反法同盟

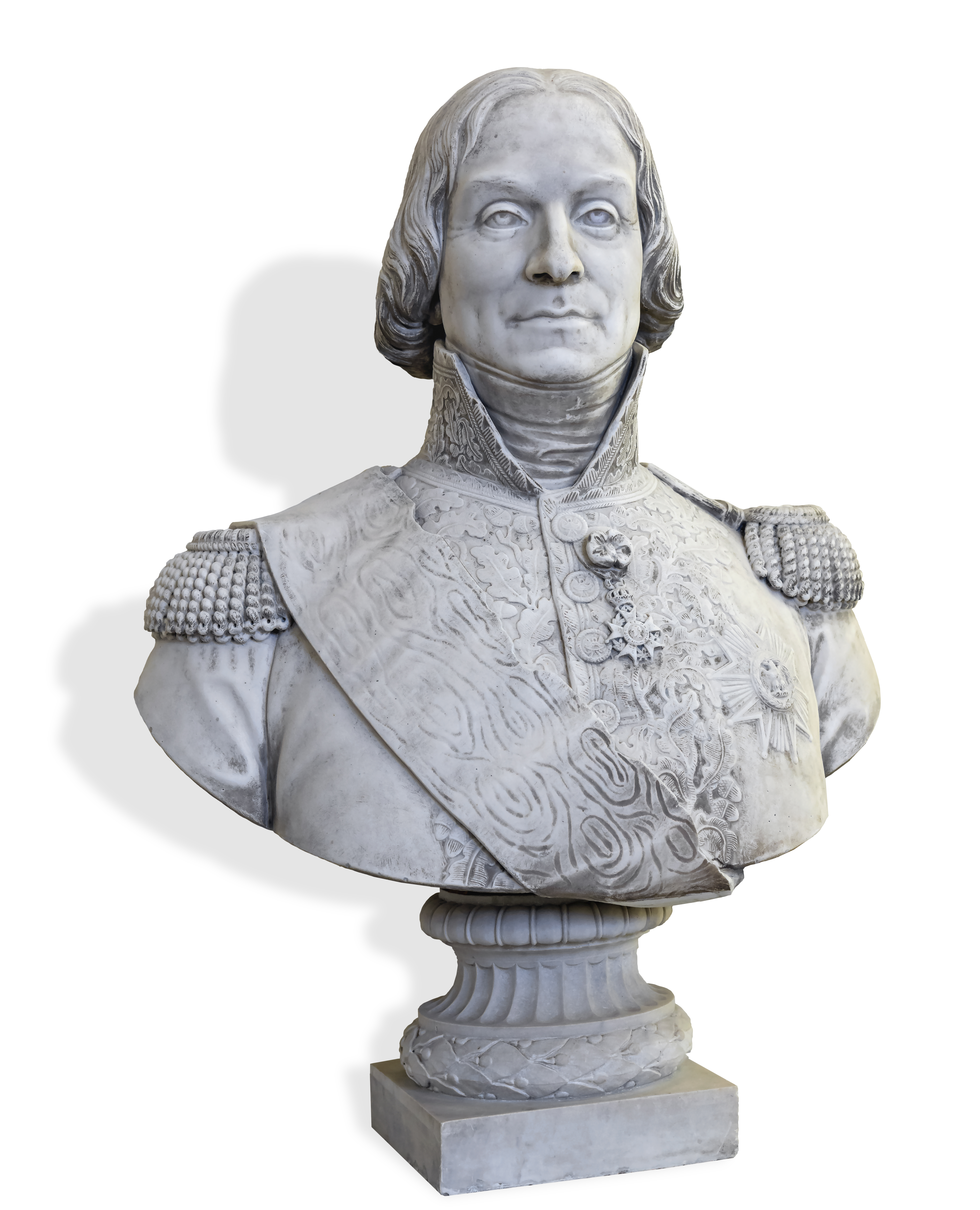
让-约瑟夫·德豪普尔将军于1799年成为南苏蒂的上级

1797年10月签署的坎波福米奥条约标志着第一次反法同盟的结束，但短暂的和平时期在1798年结束，反对法兰西第一共和国的第二次反法同盟成立。南苏蒂的第9骑兵团先后隶属于“德国”、“美因茨”和“多瑙河军团”，由让-巴蒂斯特·儒尔当指挥。1799年，该团在南苏蒂的指挥下，并入“多瑙河军团”让-约瑟夫·德豪普尔将军的预备骑兵师。这支军队在斯托卡赫战役中惨败，大部分部队并入安德烈·马塞纳将军的“瑞士军团”；骑兵被派往新组建的“莱茵军团”。
1799年，法国的政治和军事局势变得危险，尤其是在德国西南部的惨败之后。8月29日，作为上校的南苏蒂接受晋升成为准将，并被任命为由第8和第9骑兵团组成的重型骑兵旅的旅长。后来，南苏蒂的旅被临时扩充为四个团，与让-路易-布里吉特·埃斯帕涅准将的四个团一起，被编入一个3,000人的骑兵预备队，由45岁的德豪普尔将军指挥。“莱茵军团”的总指挥权交给了有前途的将军克劳德·勒库尔布。勒库尔布认为他的力量不足以进行进攻行动，所以他决定撤退。在撤退期间，威斯洛赫战役期间发生了骑兵战斗，德豪普尔的部队，特别是南苏蒂的旅，在那里进行了激烈的交战。随着莱茵河行动的结束，勒库尔布被路易斯·德希利尔斯取代，他重组了德豪普尔的骑兵预备队，将南苏蒂的旅撤编到最初的两个团。

#### 德国战事
尽管其边界的军事局势有所改善，但法国仍处于政治动荡之中。拿破仑·波拿巴将军从埃及征战归来后，受到英雄般的欢迎，被许多人视为法国的救世主。在广泛的民众支持和政治支持下，拿破仑和他的追随者发动政变，设立了执政府。然后，第一执政拿破仑立即制定了针对法国唯一剩下的大陆敌人奥地利的战役计划。南苏蒂最初被分配到“后备军团”，该军将在意大利进行作战，但让·维克多·莫罗将军坚持让他留在他自己的“莱茵军团”中，该军将在德国中部作战。因此，南苏蒂获得了第15骑兵团、第11龙骑兵团和第12骑兵团三个团的指挥权。
南苏蒂的骑兵参加了多项战役，从恩根战役开始，南苏蒂就以其干练和大胆的机动而闻名，随后成功地对敌方步兵发起了冲锋，他在附近城市斯托卡赫的街道上追击敌军步兵，此地正是一年前法国军队在多瑙河战败的地点。南苏蒂随后在蒂罗尔附近巡逻，并在1800年6月14日的一场战斗中击退了罗伊斯-普劳恩亲王的军队，那一天，第一执政官拿破仑·波拿巴在更南边的马伦戈获胜。南苏蒂随后在蒂罗尔担任一个自治单位的指挥官，直到第二次反法同盟结束，然后在莫利托将军和古丁将军的指挥下撤离。在第6和第8骠骑兵团加入他的部队之后，南苏蒂的麾下有多达五个骑兵团。在此期间，他提高了他作为一名干练而娴熟的骑兵指挥官的良好声誉。

## 和平岁月

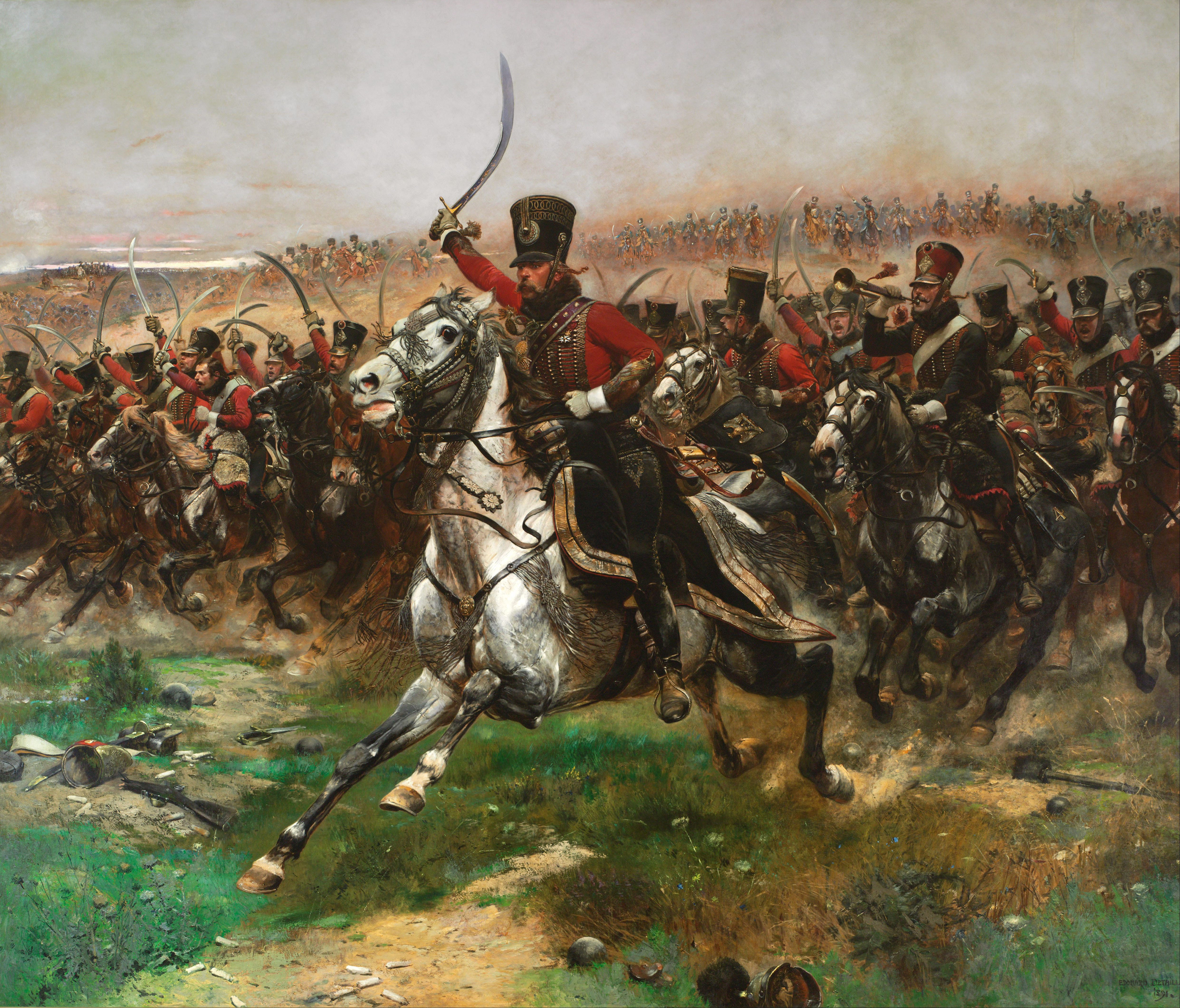
第4骠骑兵团。该团在1803年成为南苏蒂骑兵师的一部分

吕内维尔条约的签署开启了欧洲大陆的一段和平时期。然而，与此同时，随着葡萄牙与大不列颠王国结盟，拿破仑·波拿巴决定对卢西塔尼亚国家进行军事威胁。他下令创建“吉伦特观察团”。从九人的短名单中选出，南苏蒂被任命为军团骑兵指挥官。接到入侵葡萄牙的命令后，“吉伦特观察团”进入西班牙领土，但在与葡萄牙政府达成和平条约后不久又返回法国。南苏蒂随后担任多项指挥，并于1803年3月24日被任命为师长。35岁时，南苏蒂被任命为塞纳-瓦兹省的一名军事指挥官，他随后被派去指挥爱德华·莫蒂埃将军的“汉诺威军团”的骑兵部队，这个职位他一直担任到汉诺威军队被解除武装，法国人随后占领了这座城市。
1804年2月1日，南苏蒂被任命为“海岸军团”骑兵预备队司令。1803年9月，法国骑兵部队的改革已经开始，法国革命军最初的十二个重骑兵团重组为胸甲骑兵团。改革还建立了一个强大的重骑兵师，由第1和第2骑兵团、第2、第3、第9和第12胸甲骑兵团组成，南苏蒂担任师长。1805年8月29日，这个师改名为新成立的大军团第1重骑兵师。1804年6月14日，南苏蒂还被任命为荣誉军团指挥官。1805年，拿破仑任命他为皇后的宫廷管家。但南苏蒂不喜欢宫廷生活，并在找到一个可以接受的借口后立即辞去职务。

## 拿破仑战争

### 第三次反法同盟

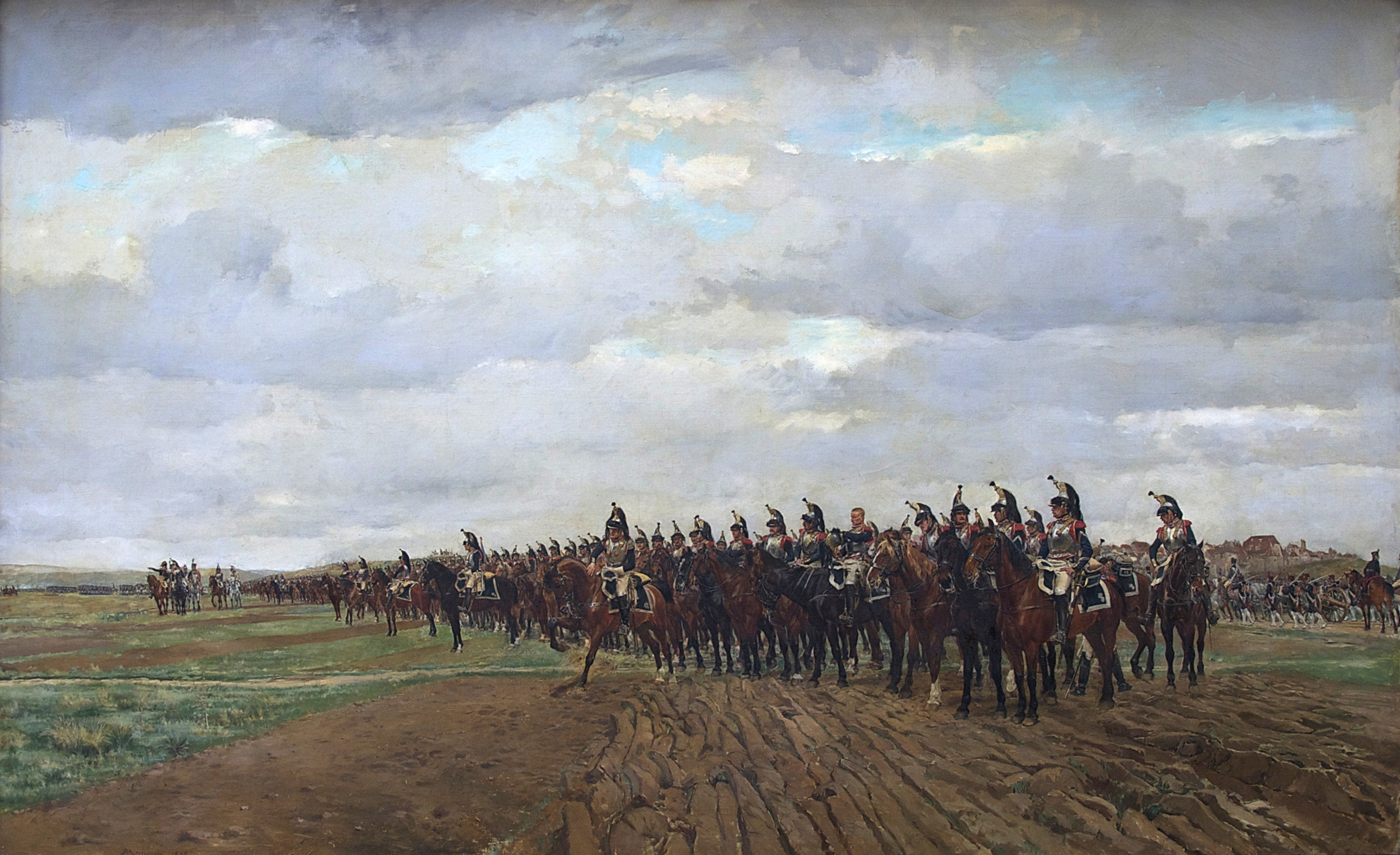
1805年，法国胸甲骑兵准备冲锋。南苏蒂在那年的第三次反法同盟期间指挥了胸甲骑兵的多项行动

在第三次反法同盟爆发时，大军团组织了一支骑兵预备队，由若阿尚·缪拉元帅指挥。这个骑兵预备队包括南苏蒂的重骑兵师、多普爾的重骑兵师、三个龍騎兵师、一个步战龙骑兵师和一个轻骑兵旅。南苏蒂的师很快就成为了全军团管理最好、机动最快的部队。
在战役的初始阶段，南苏蒂的师最初隶属于路易·尼古拉·达武元帅的第三军团，与达武一起穿越莱茵河和多瑙河，然后重新加入缪拉的骑兵预备队。在维尔廷根战役中，南苏蒂第一次有机会带领他的部下参战，他的部下以出色的机动性着称。在缪拉调走他的两个骑兵团后，南苏蒂和他缩减后的师跟随皇帝前往奥格斯堡，在那里他加入了讓·拉納元帅的第五军团。以这种身份，南苏蒂参加了申格拉伯恩战役。然后，在1805年11月25日的维绍战役中，第9胸甲骑兵团与其他的骑兵部队一起参加了一次大规模的骑兵行动。

#### 奥斯特利茨
在将他的大部分军队深入奥地利领土后，拿破仑在奥斯特利茨附近面对了一支由大约85,000人组成的敌军部队。战斗于1805年12月2日黎明前开始，南苏蒂让他的整个师在他的指挥下重新集结，并再次加入缪拉的骑兵预备军团。南苏蒂位于军队的左翼，他的指挥包括六个骑兵团，每个团由三个中队组成。此外，一支炮兵部队也加入了他的指挥序列。他的师最初位于两条战线上，位于拉纳军团的一个步兵师后面。

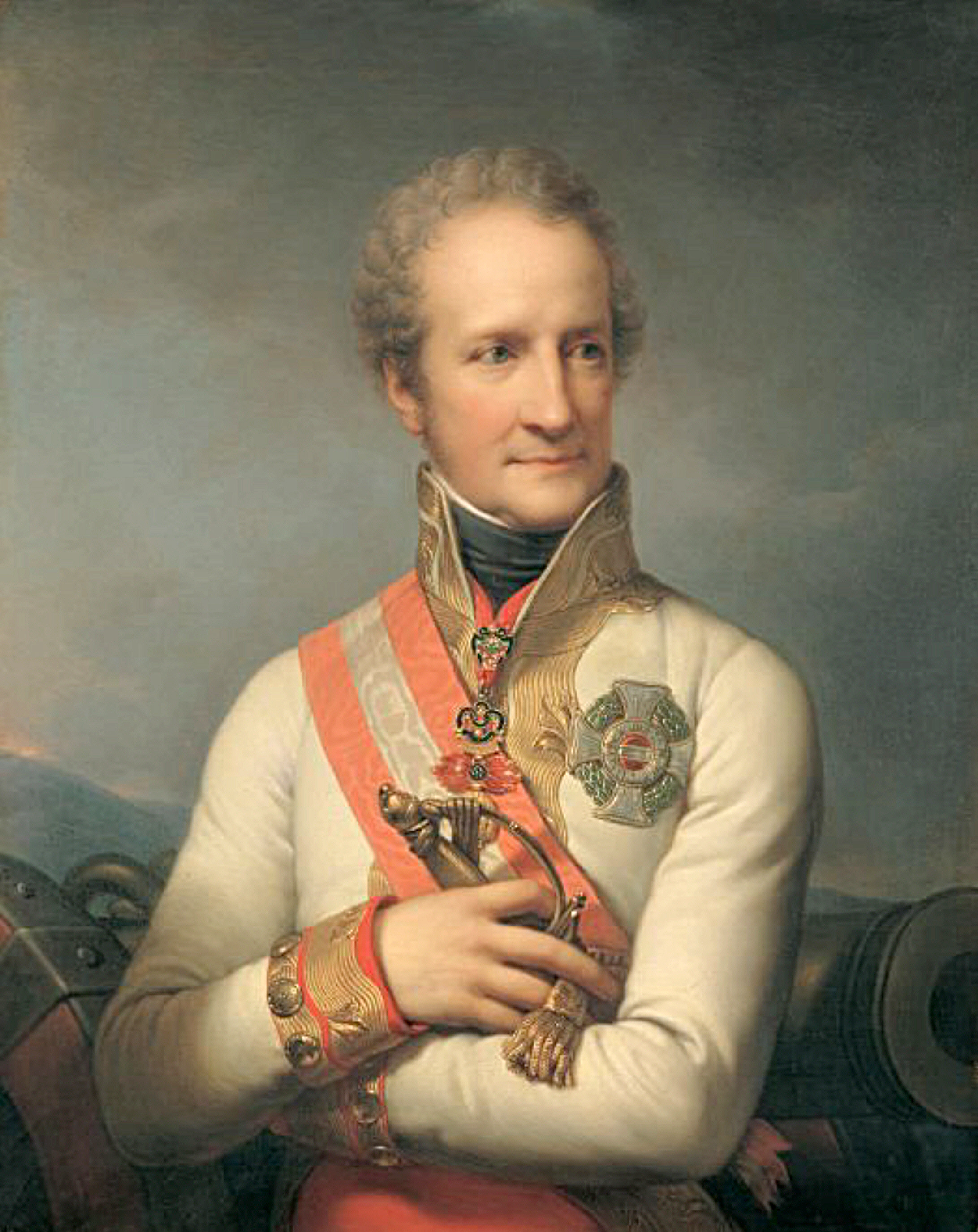
奥地利王子约翰·约瑟夫在奥斯特利茨指挥奥俄联军的骑兵预备队。在这场战斗中，他的手下在与南苏蒂的第1重骑兵师之间一系列遭遇战中表现最差

上午10时左右，在整个前线加入战斗后，几天前在维绍赢得骑兵行动的俄罗斯将军彼得·巴格拉季昂将他的部队撤出法军第五军团的步兵行进路线。与此同时，列支敦士登亲王将他的4,000名奥俄骑兵预备队投入到对抗缪拉的6,000名骑兵的战斗中。奥俄没有为骑兵的进攻提供步兵或炮兵支援，而缪拉的骑兵能够与拉纳的步兵和炮兵合作。在对拉纳的步兵进行了第一轮行动后，联军骑兵的部分人员撤退并由他们的指挥官重组，法军给他们造成了巨大的伤亡。在巴格拉季翁自己的骑兵的加入下，联军再次出发，这次直接瞄准了缪拉的指挥部。当奥俄骑兵逼近目标时，南苏蒂的四个团稳步迎击。经过短暂的战斗，奥俄骑兵被击溃并被赶走。然而，列支敦士登很快对他的部下进行了重组，看到所有法国骑兵都位于步兵师的左侧，他向该师的右翼发起了攻击，但立即遭到持续的火枪齐射，使他的骑兵陷入混乱。看到这一发展，南苏蒂带着他的手下右转，一个排地越过步兵的间隔，然后在步兵前面的两条战线上组成他的阵型。奥俄骑兵终于被彻底击溃并被击退。在又一系列协调良好的骑兵和步兵行动之后，缪拉和拉纳能够迫使巴格拉季翁的整个部队撤退，巴格拉季昂损失了2,000人（大约是部队的一半）和16门火炮。
在法国方面，尽管他们在这一天多次与敌军交战，但第1重骑兵师的伤亡人数相对较少，这证明了其指挥官的能力。在缪拉的参谋长奧古斯坦·達涅爾·貝利亞爾将军起草的报告中，南苏蒂的表现被评为“特别出色”，随后在军队公报中提到了南苏蒂的这一行动，南苏蒂于12月25日被授予荣誉军团勋章。在1805年12月下旬与奥地利帝国达成和平后，南苏蒂的师驻扎在巴伐利亚，他们在那里度过了冬季。

### 第四次反法同盟

#### 普鲁士战役

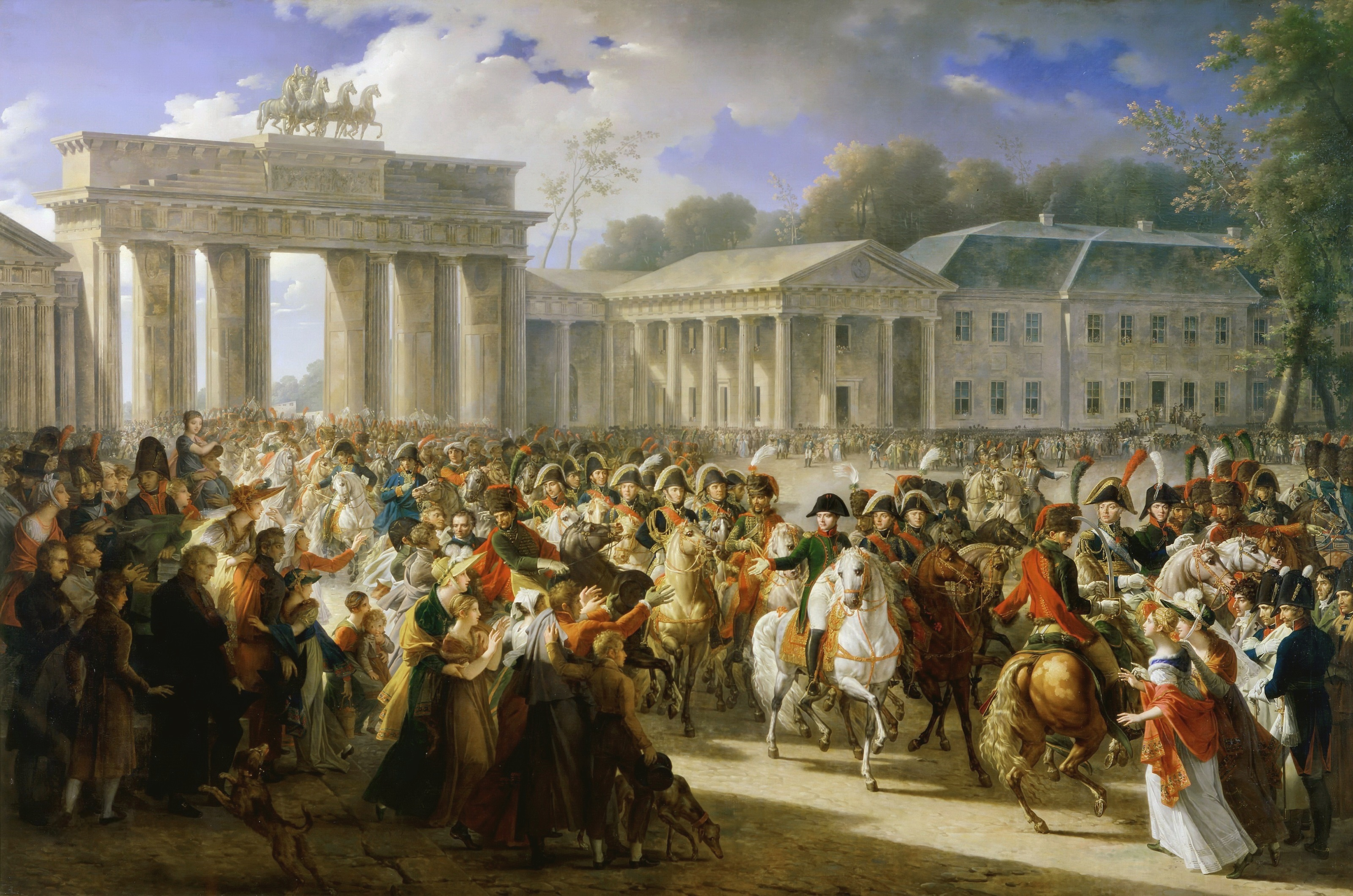
1806年10月25日在普鲁士首都柏林举行的法军阅兵式

1806年9月，第四次反法同盟战争爆发，拿破仑一世率领他的大军进入德国的心脏地带，对普鲁士进行了一场战役。南苏蒂的第一重骑兵师再次成为缪拉骑兵预备队的一部分。起初，由于拿破仑的行动速度非同寻常，第一重骑兵师没有及时赶到前线参加耶拿战役。从10月14日晚上开始，南苏蒂的骑兵追击溃败的普鲁士军队，10月15日跟随敌军的10,000名步兵和3个骑兵团进入爱尔福特。随着敌人被困在城里，第3胸甲骑兵的普雷瓦尔上校在夜幕降临时通过谈判让普鲁士士兵投降。法军俘虏了12,000名战俘（包括6,000名伤员）和65门火炮。
南苏蒂的师继续追击普鲁士军队，从10月25日抵达波茨坦，两天后，他们参加了柏林的胜利阅兵，随后于10月30日接受了皇帝的检阅。从11月7日开始，南苏蒂和他的师与缪拉一起前往维斯瓦河，他们于12月22日与其他骑兵预备队一起渡过了这条河。在拉帕津桥进行了一次短暂而成功的骑兵行动后，他们试图及时赶到戈雷明战役，但由于泥泞和前面较慢的龙骑师而被耽搁了；他们在战斗结束后才到达。该师随后在华沙度过了冬季，但随着缪拉生病，南苏蒂很快被召唤接替他，指挥拉薩爾的轻骑兵师以及克莱因和米約的龙骑兵师。这些师被安排在军队的第一线，南蘇蒂虽然名义上置于让-德-迪厄·苏尔特元帅的全面指挥下，但受命独立行动，如果发生任何不可预见和不寻常的事件，直接向皇帝报告。南苏蒂小心翼翼地处理了这项新任务，亲自在前线巡逻，并决定将轻骑兵的纠察队放置在哪里，以覆盖步兵前哨。

#### 波兰战役：早期行动

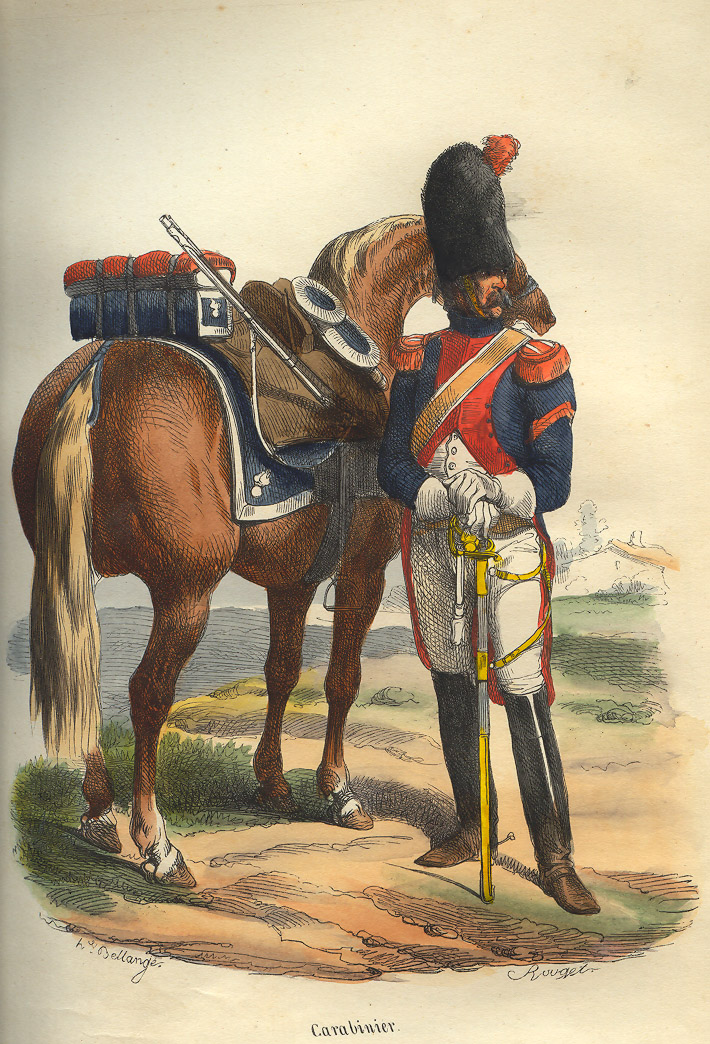
法军重骑兵（没有穿戴胸甲）

随着俄军开始袭击法军的左翼，缪拉重新担任骑兵预备队的指挥，命令南苏蒂重新指挥第一重骑兵师跟随军队向埃劳集中。南苏蒂在华沙与他的部下会合，并带领他们前往指定的目的地，但直到1807年2月13日，即埃劳战役五天后才到达，而且为时已晚，无法参与任何行动。2月14日，南苏蒂得知他的战友、革命战争期间的前指挥官多普爾将军在埃劳战役中阵亡。战斗结束后，皇帝决定军队将进入冬季营地。为了确保前哨的安全，他派缪拉率领一支强大的纵队，包括南苏蒂的部队，以击退他们可能发现的任何敌人。3月10日，第1重骑兵师在沃尔夫斯多夫发生了一场小规模冲突，随后决定将所有重骑兵派往维斯瓦河下游，在那里休息和等待增援。
冬季行动后，随着队伍的补充，南苏蒂领导的师在1807年6月1日的人数不少于3,257人。这是迄今为止骑兵预备队中最强大的重骑兵师。随着军事行动在1807年晚些时候恢复，南苏蒂的师仓促地向德彭镇进发，米歇尔·内伊元帅在大力摆脱危险局势后，设法与他的军团撤退，损失很少。拿破仑带着内伊的军团、骑兵预备队和近卫军向古特施塔特进发，6月9日他在那里发现了一支庞大的敌军。缪拉带着拉萨尔的轻骑兵和南苏蒂的重骑兵，发动了一系列冲锋，将敌军击退。骑兵随后继续向前推进，将敌人推向古特施塔特的街道，并在夜幕降临时突入。南苏蒂的部队于第二天进行休整，没有参加海尔斯堡战役。
1807年6月上旬，拿破仑重新评估了自己的战略形势，决定需要向东北移动，以防止本尼格森的俄罗斯军队利用弗里德兰的桥渡过维纳河。如果俄罗斯人设法在弗里德兰渡河，他们就可以更接近他们驻扎在柯尼斯堡的普鲁士盟友。拿破仑制定了一个计划，给缪拉元帅两个军团和一个强大的骑兵预备队，命令向柯尼斯堡进军，同时将其余部队派往弗里德兰。向弗里德兰发起进攻的是让·拉纳元帅的后备军（两个步兵师和一个骑兵旅），格鲁希的龙骑兵和南苏蒂的部队。在缪拉缺席的情况下，格鲁希是最资深的骑兵指挥官，将全面指挥所有留在皇帝身边的骑兵。

#### 弗里德兰

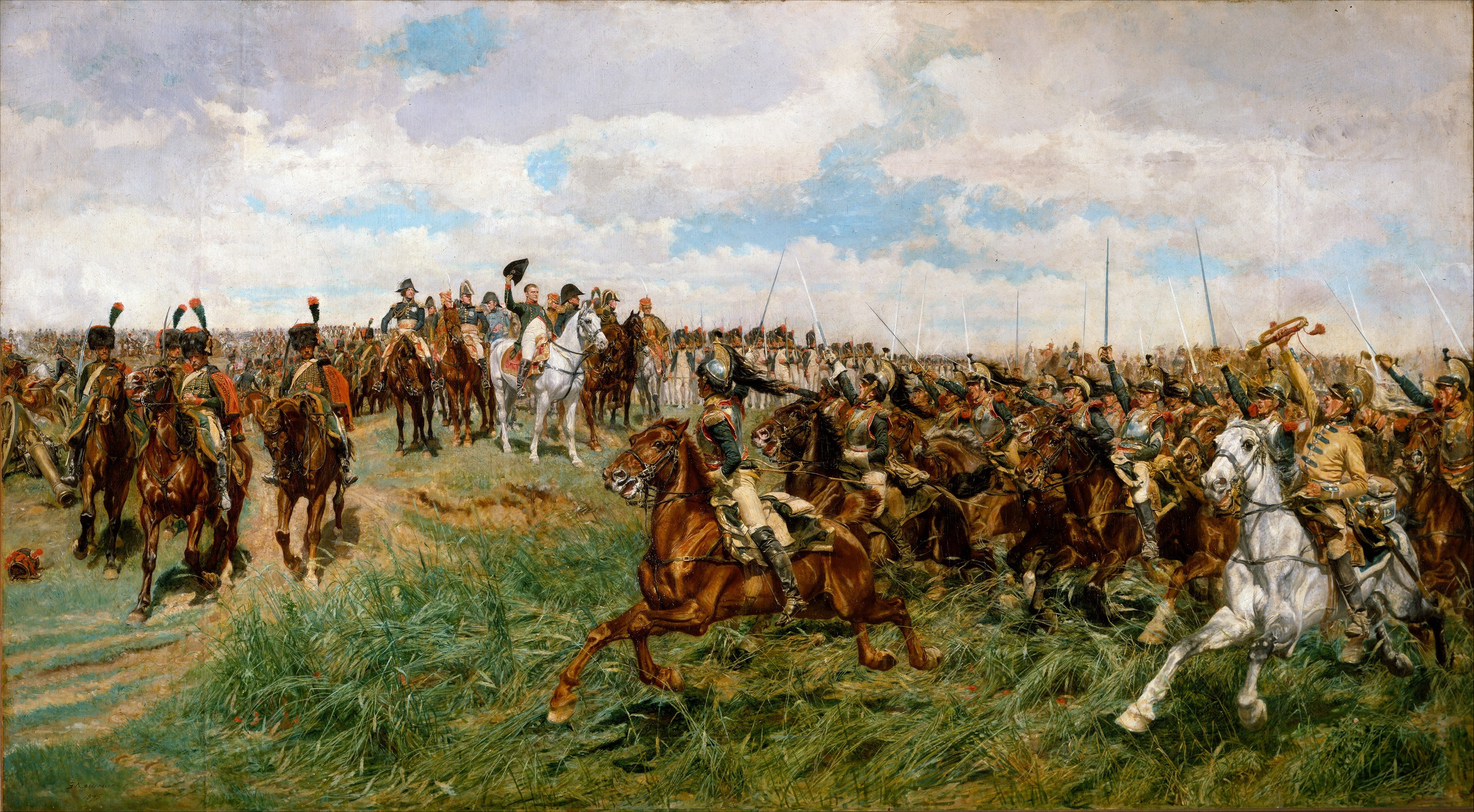
1807年6月14日，南苏蒂的胸甲骑兵在弗里德兰战役中发起冲锋

6月13日夜幕降临后，拉纳和他的部队抵达弗里德兰，发现该阵地已被俄罗斯军队占领。6月14日早些时候，拉纳以几乎象征性的力量（11,000至13,500人）勇敢地进攻，对抗85,000人的敌军。他的目标是阻止敌人渡河，并给拿破仑足够的时间与他的其余部队一起抵达。南苏蒂的师在第一次交战后抵达弗里德兰的战场，并被指挥向具有战略意义的海因里希斯多夫村。这个村庄需要被控制，因为它保护了拉纳与拿破仑其他军队的通讯。格鲁希还指挥他的龙骑师前往村庄，震惊地发现它落入敌人手中，南苏蒂的部队小跑撤退，甚至没有试图遏制敌人或覆盖代表军团通讯线的路线。事实上，南苏蒂不久前就到了，并被指示将自己安置在海因里希斯多夫，没有进一步的指示，也没有被告知右边发生了什么。当俄罗斯步兵和骑兵大胆地向他施压时，他开始关心自己的通讯线路，因此命令他的人后退，以免被分割包围。

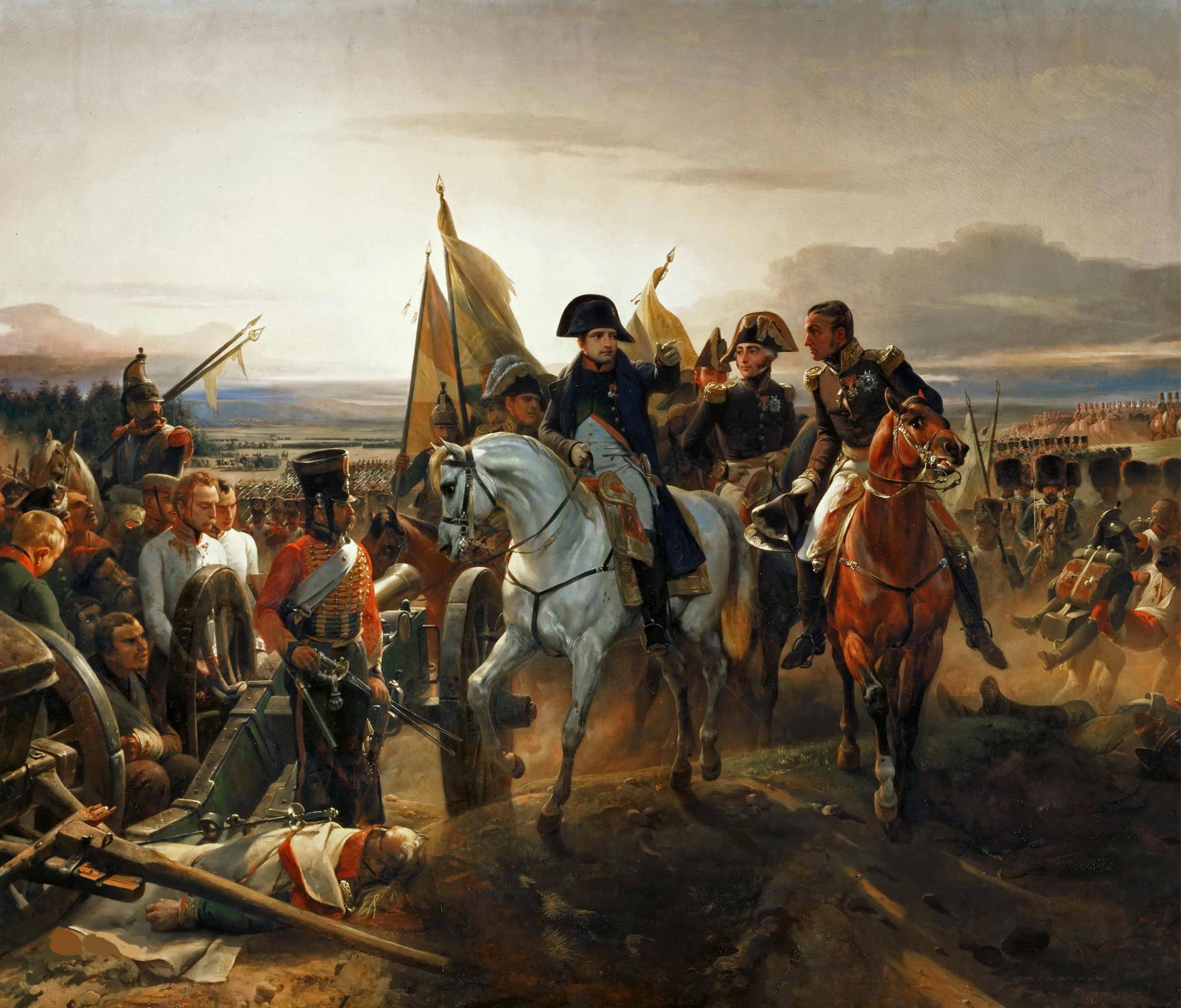
拿破仑下令在弗里德兰发动进攻。南苏蒂将军在这场战斗中发挥了重要作用

然而，南苏蒂的举动破坏了拉纳的整个计划，该计划需要等待通过海因里希斯多夫抵达的增援部队。惊慌失措的拉纳立即派他的一名副官去见格鲁希，敦促他不惜一切代价阻止敌人切断自己与拿破仑的通讯。格鲁奇适时指挥南苏蒂的部队，命令他们回到原来的位置，然后用他自己的龙骑兵发起了一次绝望但成功的冲锋，到达村庄的街道并击垮了俄罗斯的防御者。格鲁希的龙骑兵在这次突如其来的冲锋后变得杂乱无章，俄罗斯骑兵随机开始反击，但南苏蒂及时赶到，法军击退了俄罗斯骑兵，暂时巩固了阵地。两位骑兵指挥官之间发生了激烈的争吵。格鲁希援引了他作为骑兵指挥官的资历和职位，并批评了南苏蒂早先的撤军决定。南苏蒂反驳说，他在处理骑兵方面拥有丰富的经验。当战斗重新开始时，争吵并没有阻止南苏蒂在随后发生的一系列戏剧性事件中在格鲁希的指挥下表现出色。早先被击退的俄军决定强攻海因里希斯多夫阵地，他们集结了一支强大的步兵部队，前面有不少于60个骑兵中队，外加大约2,000名哥萨克人。为了应对这一支部队，格鲁希选择了引诱敌军骑兵远离步兵。然后，格鲁希从正面对抗俄军骑兵；与此同时，南苏蒂则从侧翼进攻，格鲁希和南苏蒂一起击退了俄军。
拿破仑带着大量援军抵达后，法军发起全面反击。皇帝计划对俄罗斯左翼进行主要攻击，阻止敌人将增援从他们的右翼转移到他们遭受重创的左翼。为此，格鲁希接到命令不断骚扰他面前的敌人，以防止本尼格森将他们重新部署到左翼。命令还要求格鲁希压制攻击法国左翼的敌人炮火。在这项艰巨的任务中，格鲁希得到了南苏蒂的绝对指挥，两人一起摧毁了俄军的炮兵阵地。后来，格鲁希在报告对南苏蒂表示钦佩，并补充说后者“光荣地弥补了”早先的错误。战斗结束后，第一重骑兵师追击俄军到尼曼河，但7月的提尔西特条约很快结束了敌对行动。

### 帝国伯爵、第一幕僚和半岛战争

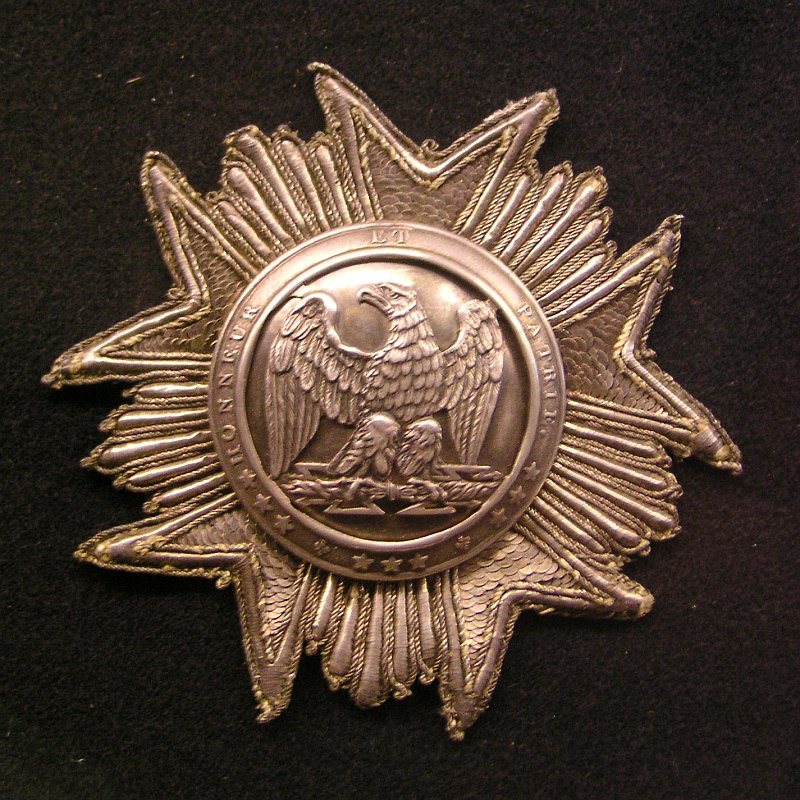
荣誉军团勋章装饰

南苏蒂在弗里德兰战役后获得的众多荣誉似乎表明了来自拿破仑本人的赞赏，以及拿破仑并不认为这场战斗中的早期事件是南苏蒂的错。1807年7月11日，南苏蒂师的将军被授予荣誉军团大鹰章。这一级别是勋章的第五级和最高级别，为最伟大的将军保留。这个勋章也带来了20,000法郎的年收入。1807年6月30日，他得到了12,846法郎的第一笔奖金，由华沙公国支付。9月23日，他从帝国政府得到了5,882法郎。南苏蒂从1808年3月10日开始成为帝国伯爵，获得了两笔额外的奖金，一笔25,000法郎，由威斯特伐利亚王国支付，另一笔10,000法郎，由汉诺威的泽文领地支付。最后一笔100,000法郎的奖金，南苏蒂用于收购一家巴黎酒店。南苏蒂买下了位于圣日耳曼区的杜雷特总统酒店，这里居住着法兰西帝国的新精英。事实上，一流的军事人物，如意大利总督欧仁親王、达武元帅和拉纳元帅以及拉普将军和罗格朗将军也都在圣日耳曼区购置了住宅。
此外，在1808年，他被任命为拿破仑军事办公室的第一幕僚，这一荣誉提供了30,000法郎的年收入，当前任幕僚长阿尔芒·奥古斯丁·路易斯·德·考兰库尔将军被派往圣彼得堡担任大使，拿破仑之所以选择南苏蒂的原因，是因为他举止优雅、受过良好教育、有贵族姿态和管理才能。因此，南苏蒂以第一幕僚的身份不得不陪伴皇帝参加半岛战争（从1808年11月到1809年1月上旬）。在那里，南苏蒂负责与管理皇帝的马厩和套房以及相关的几项行政任务。皇帝的副官有他们自己的副官，这些人也被置于第一幕僚的指挥之下。尽管在包括许多战斗在内的战役中从未离皇帝很远，但南苏蒂本人在这次战役中从未行使过野战指挥权，并于1809年1月随着第五次反法同盟的爆发，陪同拿破仑回到法国。

### 第五次反法同盟
法兰西帝国的大部分军队卷入了血腥的半岛战争后，奥地利帝国认为，为1805年惨败报仇的最佳机会终于到来了。奥地利人希望击败法国并重新获得他们在意大利和德国的影响力。1809年初，奥地利的战争动员已经非常明显，以至于拿破仑被迫离开西班牙，返回巴黎重组他在德国的主力军队。因此，在春天，南苏蒂被召回骑兵预备役三个重骑兵师中的第一个师，这次由让-巴蒂斯特·贝西埃尔元帅指挥。随着第五次反法同盟爆发，南苏蒂的师很快就从预备役中脱离出来，暂时隶属于路易·尼古拉·达武元帅的第三军，这支部队在这场战争的早期军事行动中被分配了最艰巨的任务。当拿破仑随后下令将军队集中在雷根斯堡时，南苏蒂的师再次被置于贝西埃尔的指挥下，并被派往巴伐利亚服役。在阿本斯贝格和兰茨胡特取得初步胜利后，拿破仑将他的大部分军队，包括南蘇蒂的部下，集中在达武等待的埃克穆尔。

#### 埃克穆尔和雷根斯堡

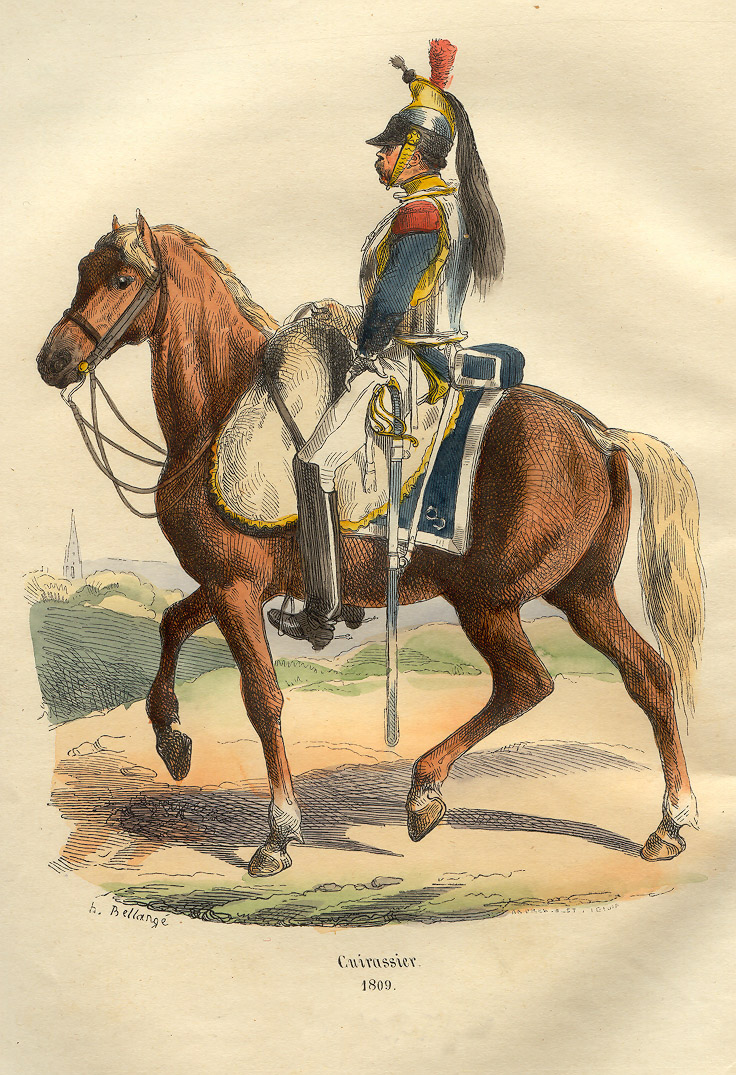
1809年的法国胸甲骑兵

1809年4月21日至22日，拿破仑在埃克米尔战役中与卡尔大公的奥地利军队对峙。4月22日，战斗的第二天，南苏蒂首先被派往席尔林平原，以支持巴伐利亚将军德罗伊，后者在几次尝试失败后，设法从敌人手中夺取了埃克米尔镇。除了席尔林平原外，埃克穆尔的地形非常崎岖不平，陡峭的山坡非常危险，这使得骑兵在这里的行动不合适。然而，正是在这里，发生了整个拿破仑战争中最令人难忘的骑兵行动之一。这一切都始于埃克穆尔旁边的斜坡，在那里发生了第一次短暂的骑兵交战，巴伐利亚和符腾堡骑兵遇到了奥地利骑兵，奥地利人在交战中获胜，巴伐利亚人和符腾堡士兵撤退并在两个法国重骑兵师附近进行重组。这两个师，包括南苏蒂的部队被命令向前，爬上斜坡，来到刚才轻骑兵被击退的高原上。骑兵疾驰到达高原，赶上了拉纳元帅的步兵，后者钦佩地欢呼着“胸甲骑兵万岁”，并在骑兵从他们身边疾驰而过时鼓掌喝彩。他们的两个前线团现在部署在一条线上，德国轻骑兵保护他们的侧翼，两个重骑兵师与他们在高原上能找到的任何奥地利骑兵发生冲突，轻松击退他们。然而，这只是一场更大规模的骑兵战斗的前奏。
为了保护他的撤退，奥地利的卡尔大公将他的整个骑兵预备队，总共44个中队，部署在雷根斯堡的两侧。为了准备向奥军骑兵发起冲锋，南苏蒂将他的五个团分成两线。法军总共有48个骑兵中队，随着他们的前进，他们遭到了来自奥地利炮兵的猛烈炮火攻击，然后是奥军胸甲骑兵团猛烈冲锋。南苏蒂见敌军冲锋，命令他的中队向敌军前进，但步伐缓慢。然后，奥地利人刚到一百步左右，前线的骑兵团就停下来，装上卡宾枪开火齐射，然后拔出剑，加入他们的胸甲骑兵冲锋。在南苏蒂的带领下，法军发起反击，尽管奥地利骑兵士气高昂，但他们在短暂的肉搏战后就被法军击退。在奥军全部的骑兵都投入战斗后，双方展开了大决战。奥地利骑兵最终被击退并被推进到远处的沼泽地。卡尔大公的大部分部队撤退到雷根斯堡。
第二天黎明时分法军继续追击，随后又在雷根斯堡之战展开了另一次行动，奥地利人试图阻止法国人的追击。经过激烈的战斗，南苏蒂的部队三度成功冲锋敌方骑兵，但奥地利军最终巧妙地撤退。

#### 阿斯珀恩-埃斯灵

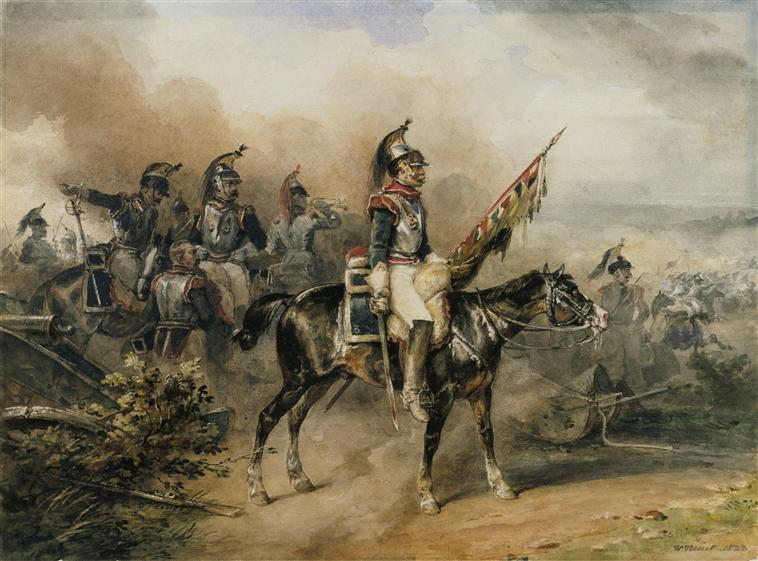
法军第3胸甲骑兵团

1809年5月21日，拿破仑在离维也纳不远的地方越过多瑙河，袭击了位于河北岸卡尔大公的奥地利军队，这就是著名的阿斯珀恩-埃斯灵战役。尽管如此，法军的人数还是远远少于奥军，于是他们很难坚持下去。5月21日，南苏蒂只能让他的一个旅——圣日耳曼的第3和第12胸甲骑兵团穿越多瑙河。他发现让-路易-布里吉特·埃斯帕涅将军的英勇胸甲骑兵一整天都在冲锋，拼命地试图阻止奥地利对薄弱的法国战线的进攻。埃斯帕涅将军刚刚在行动中阵亡，他精疲力竭的中队需要得到解救。南苏蒂立即调动圣日耳曼的中队冲锋，抵挡敌方步兵。
在战斗的第二天，即5月22日，南苏蒂接收了他的第二个胸甲骑兵旅。早上，在得到一些增援后，拿破仑派遣拉纳元帅的军向敌军发起进攻。南苏蒂和拉萨尔的骑兵保护步兵纵队，然后向敌方骑兵冲锋以扫清道路。然而，在上午9时左右，多瑙河上的大桥已经破裂，进一步增援几乎不可能到达，迫使拿破仑取消了他的进攻并下令分阶段撤退。法军形势危急，拉纳元帅身负重伤，大量士兵伤亡。南苏蒂和其他骑兵指挥官用尽了所有方法来遏制奥军的猛攻，以便让其余的军队逐渐脱离接触。在大部分军队安全地越过多瑙河的一个支流到达洛鲍岛后，南苏蒂的人也在夜间撤出战场，随后法国骑兵开始庆祝他们在当天防止灾难性失败中的作用。

#### 瓦格拉姆

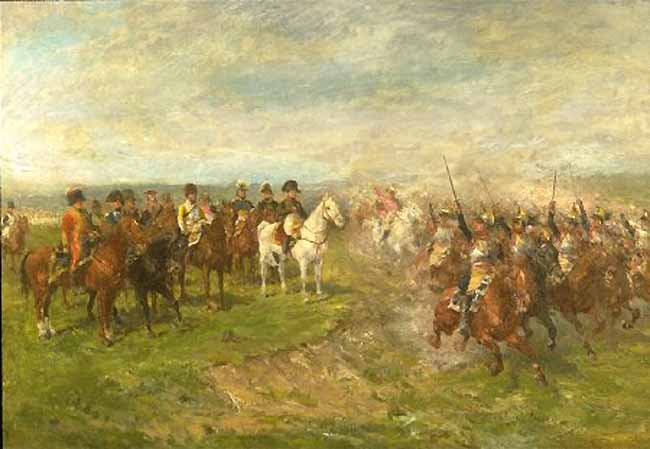
南苏蒂的胸甲骑兵在瓦格拉姆战场

在阿斯珀恩-埃斯灵遭遇挫折后，拿破仑花了六周时间仔细计划另一次渡过多瑙河。他在7月4日晚些时候发起了这次行动，到第二天凌晨，拿破仑已经设法让一支强大的部队渡河。南苏蒂的师在瓦格拉姆战役的第一天没有进行任何行动，晚上他们在帝国卫队后面扎营。第二天，也就是7月6日，南苏蒂最初被指示支援法国右翼的达武，但当明显后者的区域没有受到敌方增援的威胁时，他们被命令回到中央位置的预备战场上，离阿德克拉不远。然后，随着法国左翼局势迅速恶化，他们被要求采取行动，拿破仑命令骑兵预备役指挥官贝西埃尓元帅出动他的手下，向威胁他左翼的奥地利人发起冲锋。随着时间的推移，贝西埃尓选择不等待近卫骑兵，而他的另外两个重骑师分配到战场的其他区域，他决定只带领南苏蒂的部队前进。
贝西埃尔和南苏蒂带领法军骑兵穿过敌军的炮火，在奥地利防线上找到了一个较弱的地方，突破了奥军的阵地，冲过形成方阵的敌方步兵。然而，许多法国骑兵未能穿透强大的奥地利步兵群，因此南苏蒂现在指挥的士兵已大大减少。南苏蒂在处理他的手下时表现出高超的技巧，然后右转并冲向列支敦士登的炮兵阵地。然而，在罗森堡骑士团和胸甲骑兵团的带领下，奥地利骑兵迅速进行了干预，在侧翼抓住了法军骑兵并将他们击退。南苏蒂骑兵师代价高昂的袭击并没有让贝西埃尔感到灰心，他正准备再次快速冲锋，现在得到了近卫骑兵的支持。这次冲锋从未到来，因为元帅的马被炮弹击中，贝西埃尓也被击中并失去知觉。由于他的指挥官被推定死亡，南苏蒂不知道皇帝的命令是什么，因此立即决定撤回他的手下，以避免奥军对他已经饱受摧残的师造成进一步的伤害。

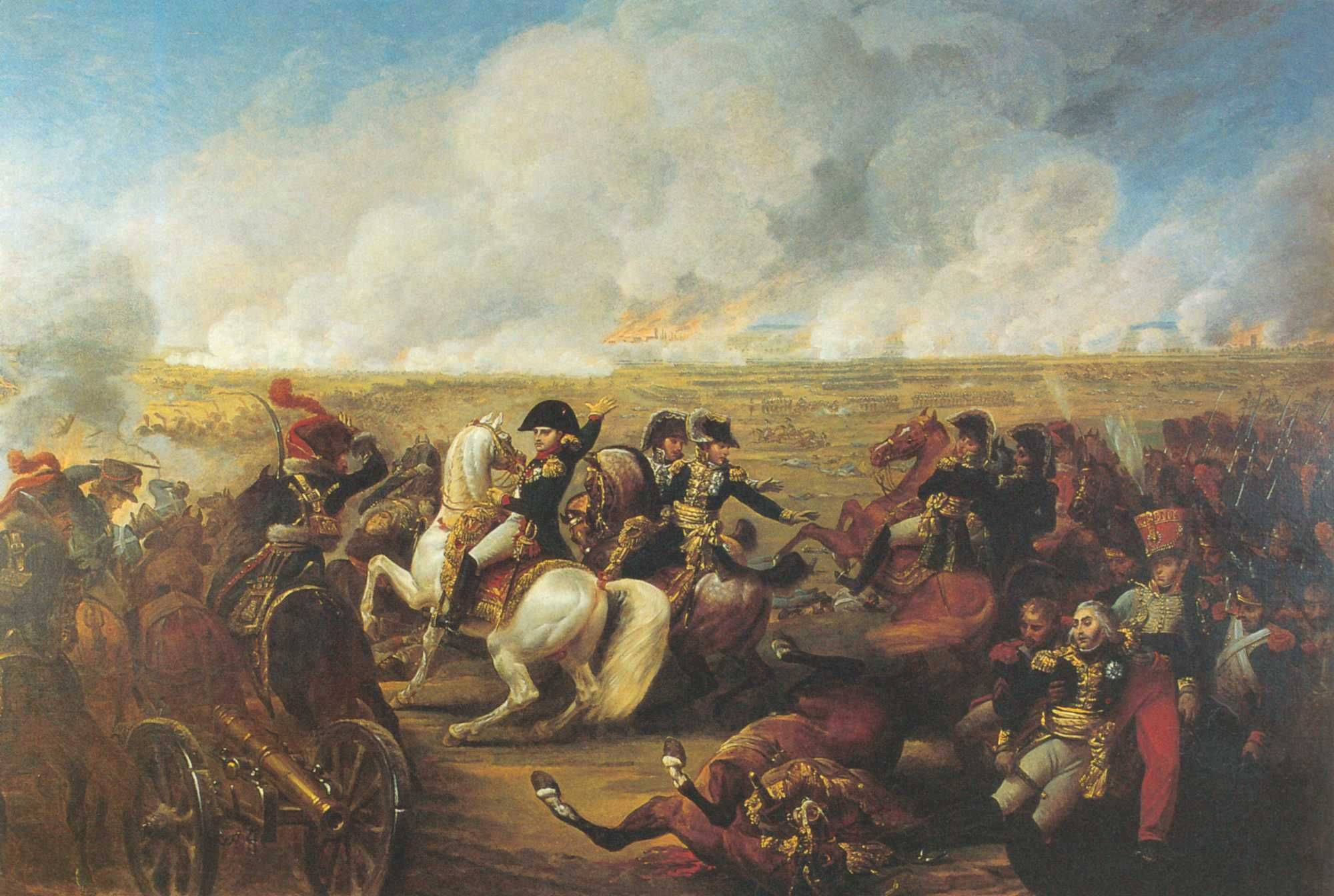
在战斗中，贝西埃尔元帅的马被炮弹击中，他在失去知觉后被推定阵亡

然而，这并不是南苏蒂将军在瓦格拉姆战役中行动的结束。虽然骑兵的大进攻大大缓解了拿破仑左中路的压力，但法军的形势依然严峻。拿破仑因此动用了雅克·麦克唐纳将军的军团，对奥地利的右翼中心发动了进攻。麦克唐纳的进攻阵型是偶然形成的，而不是任何战术上的预谋，它是一个巨大的步兵攻击纵队或方阵，由他所有的师组成纵深阵型，这在拿破仑战争中是非常不寻常的。南苏蒂的四个骑兵中队被派去支援这次进攻的侧翼，其他部队则在后面。意识到他的前进受到奥地利猛烈炮火的阻碍，麦克唐纳的目标是清除他面前的敌军火力，于是他要求右侧的瓦尔特近卫骑兵和左侧的南苏蒂第1重型骑兵师发起骑兵冲锋。由于没有皇帝和他的指挥官贝西埃尔元帅的直接命令，瓦尔特选择不行动。虽然南苏蒂最终还是派他的人发起进攻，但由于位置太靠后，他在敌军已经撤退后才抵达战场。
南苏蒂师在瓦格拉姆战役中的伤亡率非常高，损失的人员和马匹比其他两个重骑兵师的总和还要多。战马的损失非常大，有1,141头战马死亡或受伤，士兵的损失也很大，法军阵亡164人，受伤436人。最重要的是，战马的伤亡率为77%，导致骑兵没有可用的马匹。虽然此次冲锋并没有带来很大的战术优势，但确实为拿破仑赢得了宝贵的时间，最终使法军重新夺回战术主动权。

### 两战之间

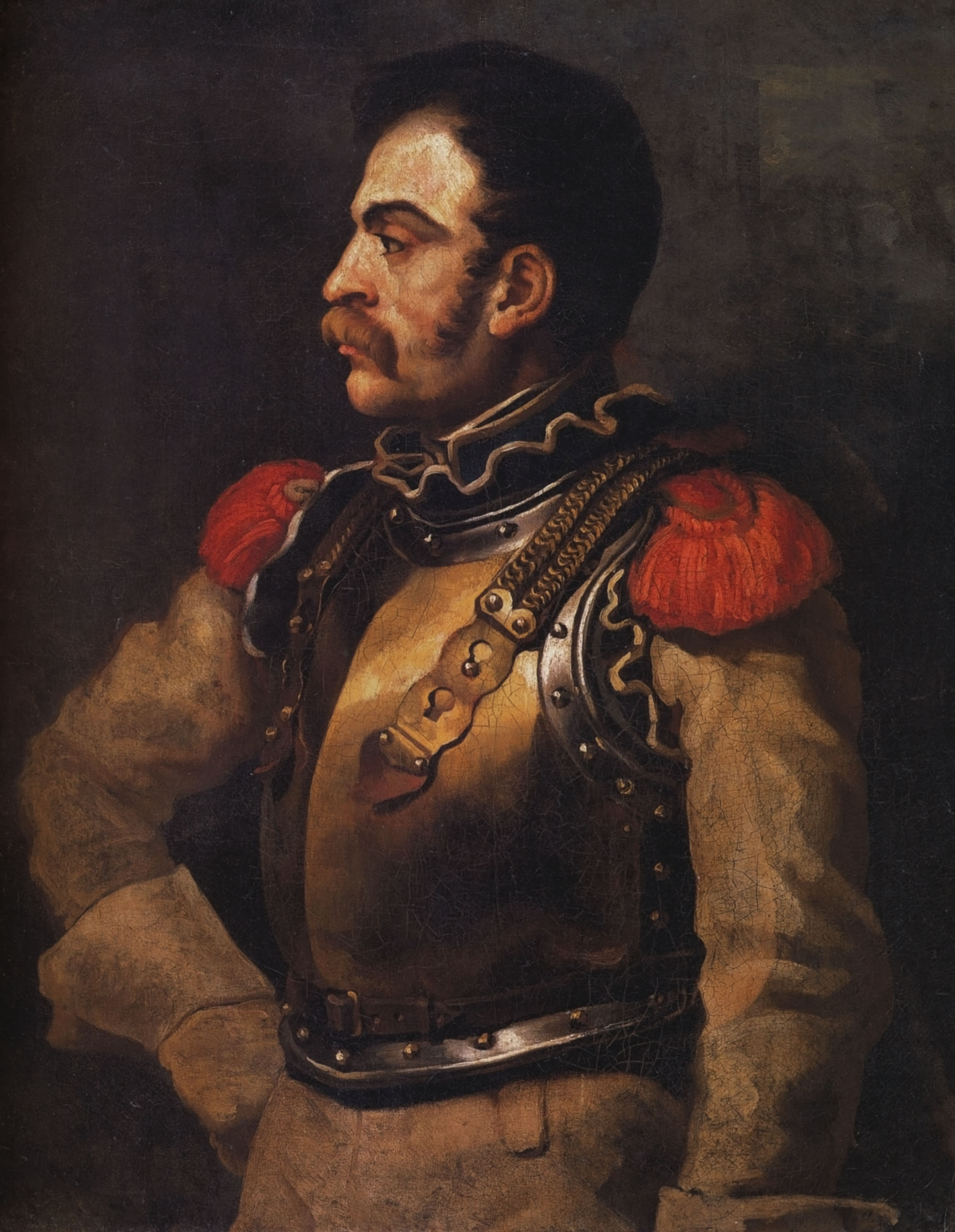
1810年的法军胸甲猎骑兵

麦克唐纳将军对瓦尔特和南苏蒂的表现非常不满，因为他认为骑兵部队在攻击期间未能提供适当的支援。麦克唐纳继续在他的回忆录中写道，南苏蒂的部队虽然在最后发起了冲锋，但为时已晚，无法利用我在奥地利军队中央刺穿的大洞摧毁奥军。瓦格拉姆战役几天后，拿破仑就他认为未能与麦克唐纳合作而与南苏蒂对质。南苏蒂以明确的解释回应了皇帝的激烈责备，称在部署他的师时没有征求过他的意见，因此在行动中不可能进行机动。拿破仑一口咬定责任后，南苏蒂终于站了起来，反驳道：“毕竟，能教我指挥骑兵的，好歹也不是陛下。”尽管两人之间产生摩擦，但南苏蒂在未来几年仍将继续获得重要指挥权。
随着法兰西帝国和奥地利帝国于10月签署维也纳和平协议，南苏蒂奉命将其师的指挥权交给布鲁耶尔将军，并重新担任第一幕僚（1809年10月17日）。然而，随着幕僚长的回归，第一幕僚的作用大大减弱。结果，在1811年，南苏蒂被赋予了一项额外的职能，即骑兵总督察。他非常积极地履行自己的职责，很快就因其严格的态度、对骑兵的详细知识和宝贵经验而闻名。1811年10月19日，南苏蒂被任命为“易北河观察队”第2和第4胸甲骑兵师的指挥官，由路易·尼古拉·达武元帅指挥。然后，随着1812年4月大军团的重组，南苏蒂被任命为第一骑兵军团的指挥官。

### 俄罗斯战役
随着1812年与俄罗斯的战争爆发，除了通常的联合兵种陆军军团之外，法国大军团还包括四个大型骑兵预备军，南苏蒂将军指挥第1骑兵军团。这项创新的军事架构在这场战役之后受到了很多批评，用马尔蒙元帅的话来说，它的唯一优点是“呈现出令人惊叹的非凡奇观”。

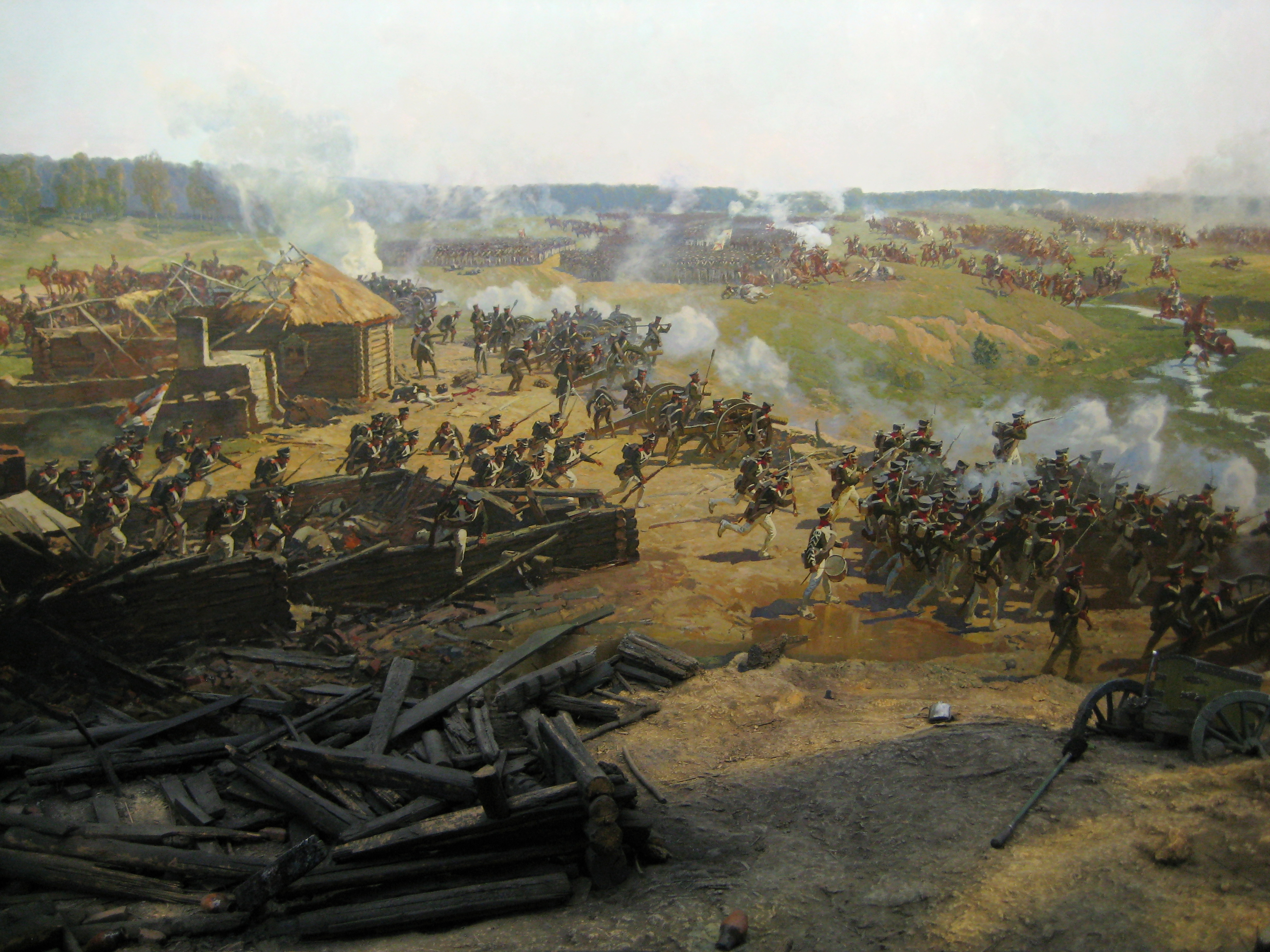
在博罗季诺战役的早期阶段，南苏蒂的胸甲骑兵袭击了俄军的步兵

在与他的军团渡过尼曼河之后，南苏蒂在这次战役中将在若阿尚·缪拉的指挥下前进。尽管与缪拉的部队和拿破仑皇帝并肩作战，但南苏蒂的第1骑兵军团几乎没有参与任何行动，除了在奥斯特罗夫诺和维捷布斯克短暂的先锋行动中进行的出色战斗。在维捷布斯克的战斗中发生了涉及南苏蒂的一些轻骑兵的事件，当时第8轻骑兵和第16骑兵团面对俄罗斯轻骑兵出现溃逃。法军损失了许多最优秀和最勇敢的士兵。尽管南苏蒂尽了最大的努力，但极其漫长而疲惫的行军、暴雨和缺乏适当的饲料还是给他的前卫部队造成了损失，前卫骑兵的人数减少了一半。此外，和其他骑兵军团的指挥官一样，南苏蒂很少将他的所有部队都置于直接控制之下，这导致骑兵有时被不当指挥。
1812年9月7日，随着他的三个师重组，南苏蒂的第1骑兵军团在博罗金诺战役中参加了行动。他被安排在法军右翼，在缪拉设法占领了俄罗斯左边的两个要塞后，南苏蒂将他的人安排在这个位置的右边，然后协助了军队的右翼。随着俄罗斯人的进攻，南苏蒂将自己置于圣日耳曼和瓦朗斯的重骑兵师的前头并发起冲锋，但是一颗子弹击中了他的膝盖。这是南苏蒂的第一次在战斗中负伤，伤势严重到足以结束他在这次战役中的积极角色。战斗结束后，他被送往莫斯科，尽管仍未痊愈，但在10月10日，他受托指挥辎重队，将受伤的将校以及战利品带回后方。在这次任务中，他面临着巨大的危险，饥荒和极度寒冷，这影响了他本已虚弱的身体。任务结束后，他被允许返回法国并从伤病中恢复过来。

### 第六次反法同盟
到1812年12月，法国军队的残部已经完全撤离了俄罗斯领土，但他们的失败在德国引发了反法情绪，普鲁士加入了俄罗斯，组成了第六次反法同盟。因此，敌对行动在1813年初继续进行，但南苏蒂的伤势未愈，未使他能够重返战场，因此他被任命为龙骑兵大将（1月16日），以取代过劳死亡的路易·巴拉圭·德希利尔斯将军。南苏蒂的伤很严重，但他也很幸运：那颗刺穿他膝盖的子弹只撕裂了皮肉，膝盖骨则完好无损。错过了战役的第一部分后，南苏蒂将军在膝伤痊愈后被召回战地指挥部。1813年中旬，南苏蒂指挥近卫骑兵的5,000名士兵。

#### 萨克森战役
1813年，大部分军事行动都在萨克森进行。第一次大规模的行动发生在德累斯顿战役，南苏蒂的近卫骑兵与莫蒂埃元帅的“青年近卫军”步兵一起支援了米歇尔·内伊元帅对敌军左翼的进攻。

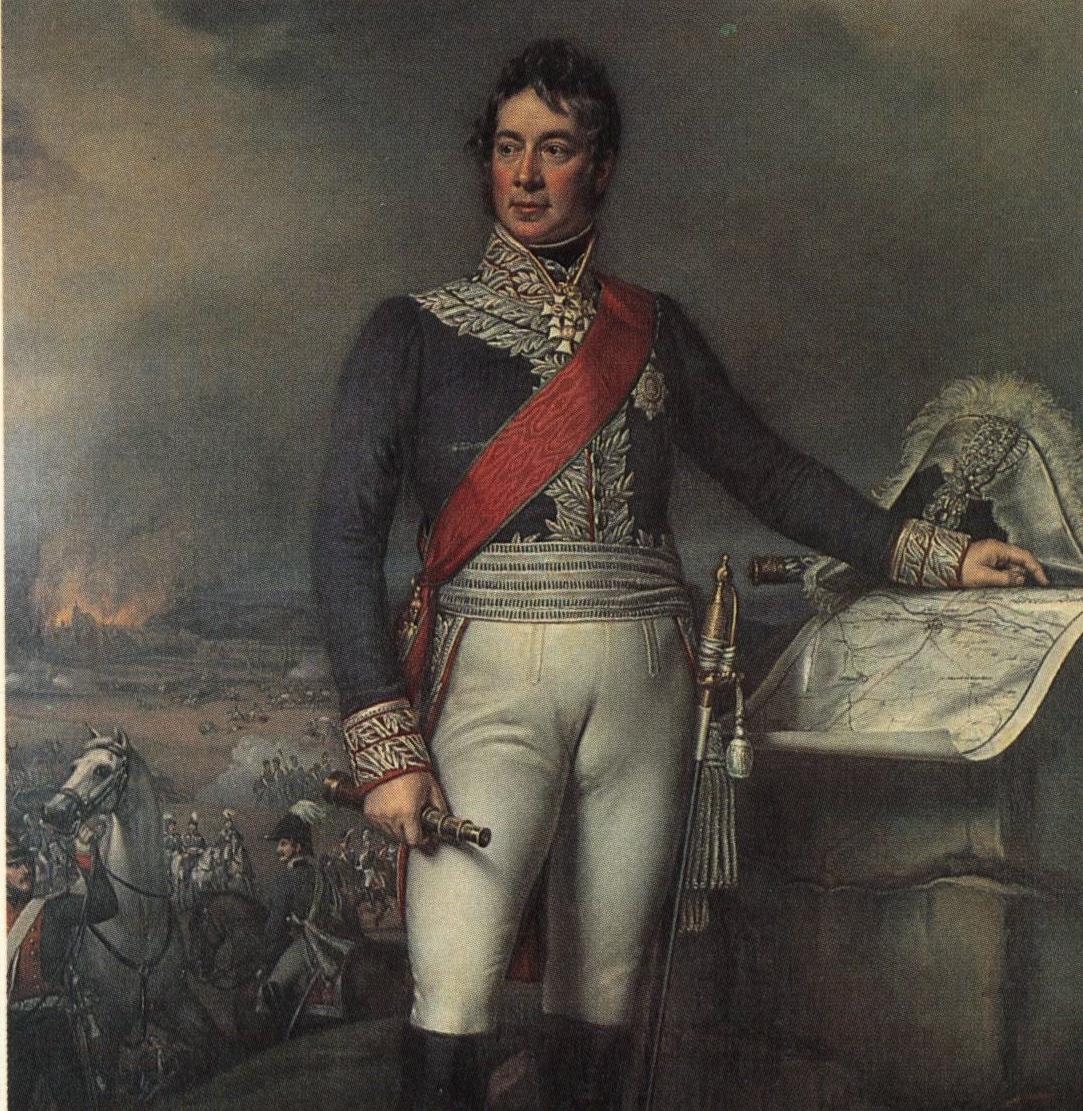
卡尔·冯·弗雷德将军在哈瑙戰役中试图阻止拿破仑撤退到法国

然而，在莱比锡战役之前，整个近卫骑兵并没有参加太多的战斗。在拿破仑收到萨克森人叛逃的消息后，近卫骑兵和炮兵最初被置于预备役状态，不得不立即行动。由于萨克森人现在在联军阵营中，并向刚刚成为他们盟友的士兵开火，一些法国军队的处境变得绝望。杜鲁特将军的阵地靠近萨克森防线，位置特别脆弱，拿破仑很快就决定出手相助，南苏蒂指挥近卫骑兵和火炮。情况在10月19日发生了变化，埃尔斯特河上的一座桥意外爆炸，这是法国后卫的主要撤退线，法军后卫现在被封锁在莱比锡市。近卫骑兵则脱离了战场，在掩护剩余的法国军队撤退方面非常有用。
随着大军团全面撤退，10月29日又发生了危险的情况。由于巴伐利亚现在也在联军的阵营中，一支由大约45,000人组成的奥地利-巴伐利亚军队在卡尔·菲利普·冯·弗雷德将军的领导下，试图阻止法国的撤退直到联军其他部队到达，这支部队先前曾在第五次反法同盟中协助拿破仑的法军。雷德拥有实现目标所必需的手段，因为他拥有一支约一百门的大炮和一支由五十个中队组成的强大骑兵。相比之下，法军分散得多，只有少数部队保持凝聚力和战斗力。在随后的哈瑙战役中，弗雷德将他的部队部署在兰博伊森林前，他预计法军将从那里撤退。他还将几乎所有骑兵都部署在左侧，由斯普莱尼将军指挥。尽管他在数量上处于劣势，但拿破仑还是派出一部分手下对抗部署在他面前的森林中的巴伐利亚人，但很快就需要步兵卫队的干预。巴伐利亚人过去曾与法国人并肩作战，看到可怕的法国卫兵熊皮队的景象震撼了他们的士气，他们在短暂的战斗后放弃了在森林中的阵地。但是，随着巴伐利亚大炮的炮火向他们袭来，法国步兵很快就不得不停下来。拿破仑将勒努里将军的火炮进行部署，并用近卫军的马炮以及其他火炮来支援德鲁奥将军，组成了一个由大约50门炮组成的大型炮台，很快就能够对敌军的炮火做出充分的反应。南苏蒂与近卫龙骑兵和枪骑兵一起被指示保护这个炮台免受敌人的攻击，因此将他的手下安置在炮台后面。

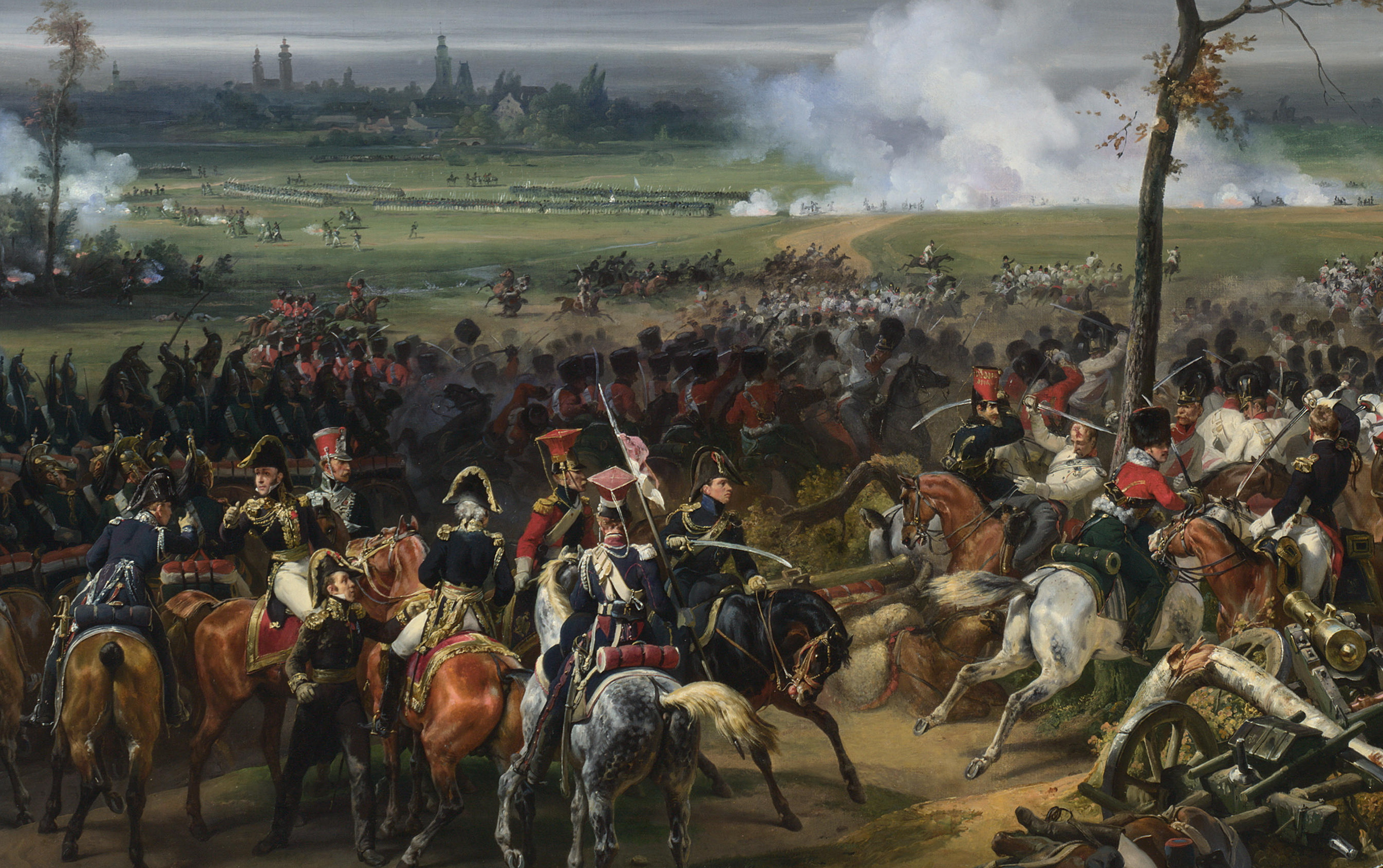
法军骑兵保护炮兵阵地

看到这一不祥的发展，弗雷德派出不少于7,000人的骑兵向法军的火炮阵地冲锋。法军火炮的威力是毁灭性的，许多联军的骑兵中队被迫放弃进攻。但其中的一些士兵设法到达了法国的炮台，近卫骑兵立即反击并将他们赶走。南苏蒂在塞巴斯蒂亚尼的胸甲骑兵的帮助下，开始追击被击退的敌军骑兵，遭遇并摧毁了一个奥地利胸甲骑兵团、一个龙骑兵团和两个巴伐利亚骑兵团。然后，南苏蒂用类似于马伦戈的机动，将他的士兵推向左翼，冲向敌方步兵，将他们击溃。南苏蒂本人在这场战斗中受了轻伤。

#### 法国战役
南苏蒂的最后一战于1814年在法国土地上进行，当时法国人处于惨淡的环境中，当年年初他们目睹了庞大的联军部队入侵法国。在这次战役中，他指挥了5,000名近卫骑兵。
这些人很快在1月27日的布赖恩战役中参加了战斗。在这里，两个马炮连，在一位名叫马林的军官的指挥下几乎被完全摧毁，他们的火炮和指挥官都被敌人俘虏。拿破仑对近卫军的重骑兵未能保护这些炮手感到非常恼火。在拉罗蒂耶尔战役中，卫队炮兵的大炮进一步损毁，这是拿破仑在战场上罕见的失败。在这里，一部分近卫骑兵发起冲锋，最初成功地对抗了敌方骑兵，但面对稳定的俄罗斯和普鲁士近卫军以及其侧翼受到敌方龙骑兵的威胁，法军不得不撤退，丢下了一些大炮。
在尚波贝尔与拿破仑会合后，南苏蒂参加了蒙米赖尔战役，最初他被指示保护炮兵。然后，他和近卫步兵一起发起攻击，在那里他突然与他的手下一起向左转，扑向毫无准备的敌方步兵，成功击溃这些部队，随后追捕溃散的敌军。卫队的这次联合攻击俘虏了大量敌军并缴获了敌人的火炮，南苏蒂在此过程中受了轻伤。他的一部分人随后参加了蒂埃里城堡战役，皇帝命令近卫骑兵转向左路，南苏蒂的部下莱托尔将军和库雷利上校出色地摧毁了几个敌军阵地。然后，在2月14日，南苏蒂在沃尚战役中亲自领导了一场精彩的冲锋，他在一次骑兵行动中支援格鲁希，决定了这场战斗。敌人的损失达到了惊人的9,000-10,000人，损失了25门大炮。拿破仑在这场战斗后容光焕发，但在夜幕降临时，当他发现失去了一些近卫马炮时，他的情绪发生了变化。这一事件显然使拿破仑和南苏蒂将军之间的关系变得紧张。

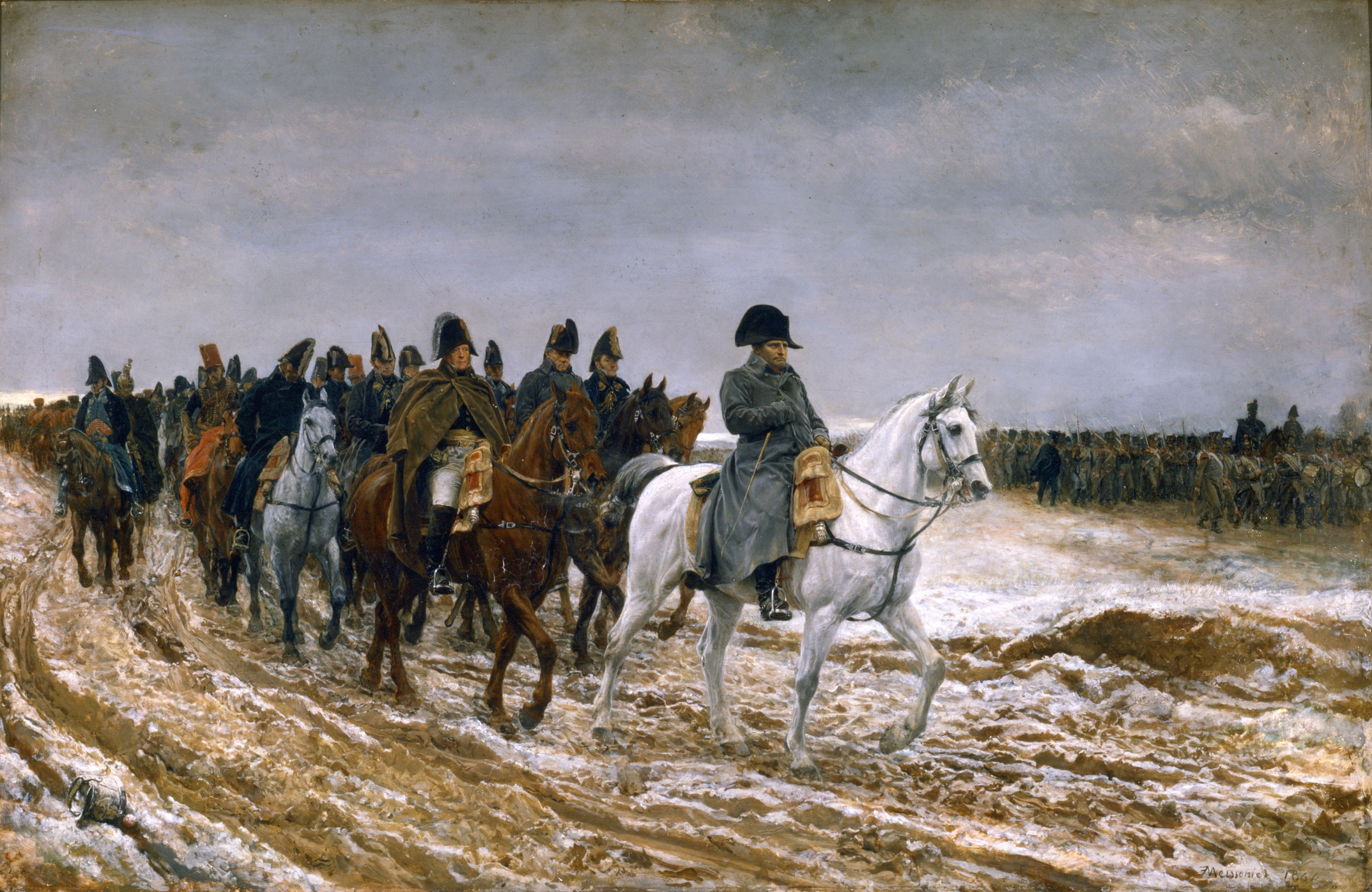
拿破仑在1814年的法国战役中

2月24日，在这场战役中，南苏蒂始终处于战斗状态，他出现在特鲁瓦附近。附近的一个村庄正在进行停战谈判，尽管有继续战斗的正式命令，两军还是停止了战斗。南苏蒂随后带着他的人袭击了敌军，冲进了正在谈判的村庄的街道上。参加停战谈判的法国特使德弗拉豪先生看到了这一发展，找到了南苏蒂，强烈抗议后者的行动。南苏蒂回应说，皇帝无疑知道那里确实在进行谈判，但他奉命夺取阵地，不能再拖延了。2月27日，皇帝再次向布吕歇尔的普鲁士人发起进攻，将他的一部分部队留在特鲁瓦附近，以观察施瓦岑贝格亲王的奥地利军队的动向。3月3日，在蒂埃里城堡发生骑兵小规模冲突后，南苏蒂率领近卫骑兵陪同皇帝，保护拿破仑的安全并扫清道路。3月5日发生了另一场骑兵小冲突，南苏蒂击退了众多敌军骑兵，并在埃纳河上占领了贝里欧巴克。南苏蒂带着几个波兰骑兵排穿过埃纳河后，展开了英勇的追击，俘获了敌人的大炮和弹药，抓捕了相当多的俘虏，其中就有十几岁的俄罗斯王子加加林。
3月7日，在克朗讷战役中，发生了另一起事件，似乎表明南苏蒂与拿破仑之间存在某种分歧。随着战斗的进行，皇帝参谋部的贝利亚德将军找到南苏蒂，告诉他如果健康状况妨碍他履行职责，他有命令解除南苏蒂的指挥权。南苏蒂回应说他确实病了，但他能够继续指挥。尽管在这起事件后心情异常糟糕，但南苏蒂随后在克朗内领导了一场最出色的行动。他奉命穿越崎岖不平的地形，率领骑兵和大炮爬上陡峭的斜坡，以便扑向敌人的右翼。南苏蒂设法将他的骑兵带到山脊上，将他们排成一列并向敌人发起攻击，将两个俄罗斯营击退。南索提在这次行动中再次负伤，不过伤势并不严重，他继续精力充沛地带领手下。据称，拿破仑随后命令南苏蒂在最凶残的火力下袭击一座堡垒。尽管如此，南苏蒂还是命令他的手下停下，独自向阵地前进。当被要求解释他的行为时，他回答说他不会让他的手下白白死去，他会独自进攻。拿破仑立即撤销了他的命令。
这是南苏蒂漫长职业生涯的最后一次军事行动。3月8日，在拉昂战役前夕，南苏蒂选择辞职并离开自己的指挥部，南苏蒂离开的原因无人知晓。两天后，拿破仑写信给他的陆军部长，通知他南苏蒂将军的健康状况不允许他继续履行军事职责，南苏蒂被授权在巴黎休病假。贝利亚德将军在拉昂战役期间临时指挥近卫骑兵，随后塞巴斯蒂亚尼将军获得永久指挥权。

## 波旁复辟

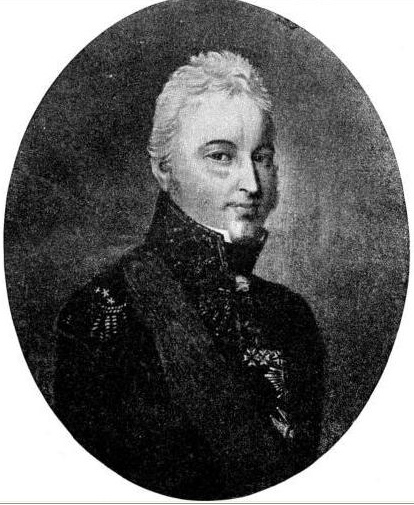
南苏蒂将军在波旁复辟期间担任该骑兵大将

三天后，南苏蒂加入了几名军官组成的车队，前往巴黎。在前往首都的路上，他们遭到了哥萨克人的袭击，哥萨克人设法驱散了车队的卫兵。南苏蒂和军官们手持军刀奋力杀出，朝着埃纳河奔去。到达河岸时，南苏蒂被孤立了，当他准备骑马过河时，他的马在他身下被击中，将军摔倒在地。尽管如此，他还是站起身来，安全地游到了河的另一岸。这一事件，以及他在战役期间不知疲倦的活动，似乎表明他的健康并不是他离开军队的主要原因。考虑到贝利亚德在克朗恩战役中的试探性做法以及这位将军随后在南苏蒂离开后临时担任指挥官的身份，拿破仑本人也不太可能决定取代他。因此，南苏蒂更有可能在与拿破仑发生争执后主动辞职。
南苏蒂将军随后抵达巴黎，并在拿破仑退位后的波旁复辟期间留在那里。他是首批宣誓效忠法国新国王路易十八的将军之一，路易十八将授予南苏蒂多项荣誉。他的姿态鼓励许多其他将军也宣誓效忠新政权。1814年4月12日，南苏蒂被任命为第2军区的国王特别专员，然后于4月20日成为负责解散拿破仑近卫军的委员会成员。他于6月1日被授予圣路易骑士勋章，并于7月6日被任命为法国国王军事委员会的成员，担任火枪手第一连的上士。尽管有这些职位，但南苏蒂的财务状况在新朝伊始严重下降。这位将军在拿破仑战争期间有着非常光荣的行为，与其他某些将军不同，他没有从掠夺中获得任何收入。南苏蒂也一直过着崇高而昂贵的生活方式，他认为这对于像他这样的贵族来说是正常的。他在帝国时期的各种职位都获得了高额收入，而且拿破仑不断向他最好的将军支付高额奖金。撇开拿破仑的禀赋不谈，南苏蒂在1814年头四个月的薪水为他带来不少于104,000法郎，但在波旁王朝统治下，他作为龙骑兵大将的职位受到压制，并变成了龙骑兵督察的荣誉头衔，让他在国王的军事委员会中担任上士的薪水只有25,000法郎。

## 去世和安息地
到1814年下半年，在过去10年他在整个欧洲进行了漫长而几乎连续的战役之后，南苏蒂将军的健康状况严重恶化。南苏蒂受了很多伤，其中一些是最近才出现的，但最重要的是疲劳。据记载，他在临终前曾说过：“我从出生到现在都仔细反省过自己的一举一动，我一生没有做错任何事情。”据说他还重申了他的基督教信仰，并要求推荐他的儿子接受国王的庇护，作为对国王服务的恩惠。临终前，他告诉儿子，他的遗产将是效法他的榜样，过上光荣和无可指责的生活。南苏蒂将军于1815年2月12日在巴黎去世，留下了他的妻子和夫妻唯一的儿子。法国国王授予将军遗孀每年6,000法郎的抚恤金。他最后的安息地在巴黎的拉雪兹神父公墓。

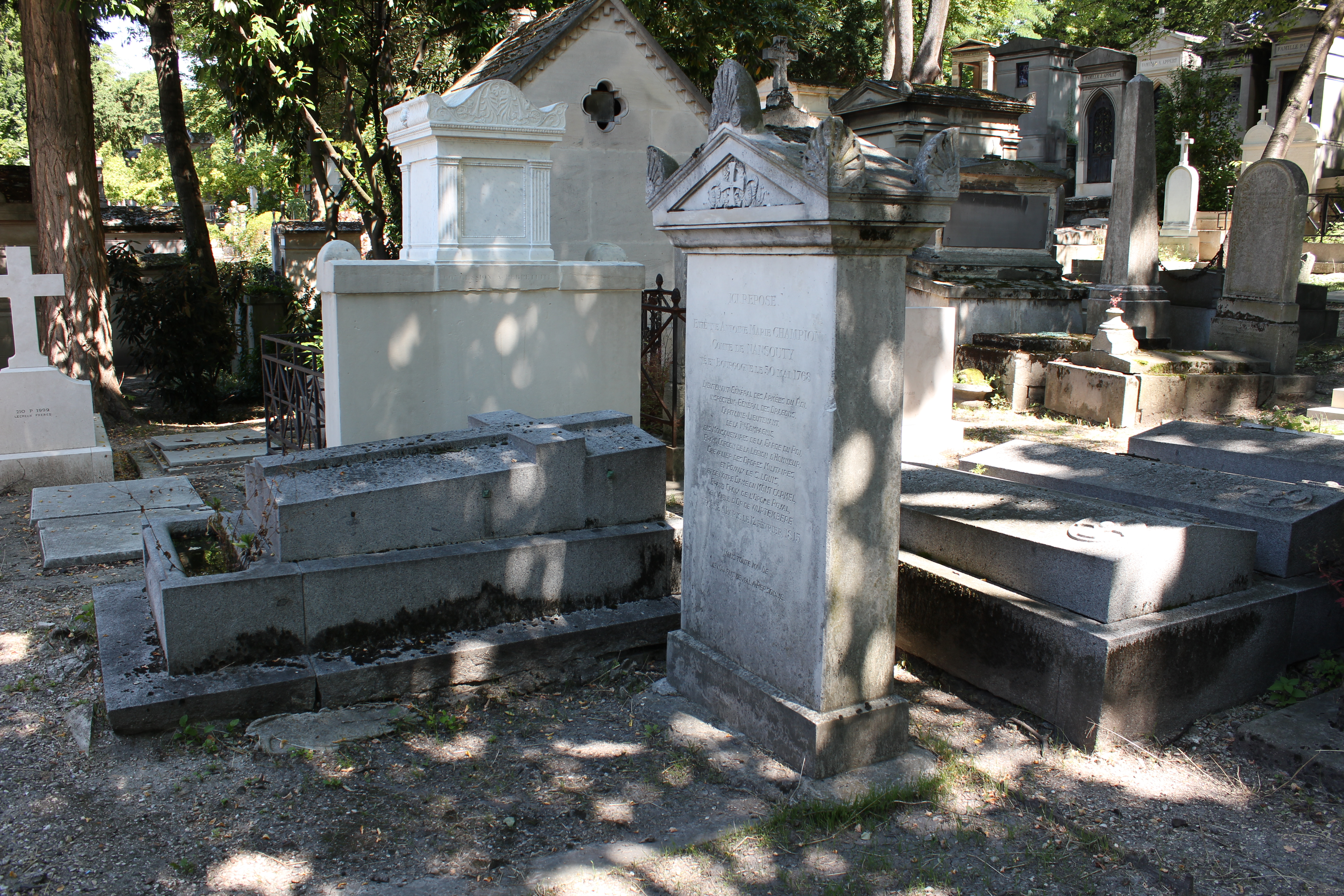
拉雪兹神父公墓的南苏蒂将军墓

南苏蒂将军的名字（NANSOUTY）被刻在巴黎的凯旋门上。

## 家庭
南苏蒂家族是古老的勃艮第贵族，与该地区的历史密切相关，几个世纪以来，这个家族曾为该地区提供了几位受人尊敬的地方执政官和职业军人。
1802年9月27日，南苏蒂将军娶了让娜-弗朗索瓦丝·阿德莱德·格拉维耶·德·韦尔热讷（1781年—1849年），路易十六前任大臣查尔斯·格拉维耶的侄女。南苏蒂将军和他的妻子只有一个孩子，艾蒂安·尚普兰·德·南苏蒂（1803年—1865年）。小南苏蒂追随父亲和祖父的脚步参军，升任中队指挥官，但随后辞去这一职务。南苏蒂将军还有一个侄子，夏尔·德·南苏蒂（1815年—1895年），他在军事生涯中取得了成功，后来晋升为师级将军。

## 评价
作为指挥官，南苏蒂将军是一个精气十足的人，但也有过分讽刺的倾向，这损害了他的名誉，使他成为许多人的敌人。1808年，他在西班牙度过了几个月，在那里他指挥着拿破仑的军官和总参谋部高级将领的副官，南苏蒂在这期间获得了不好的名声，他的一名下属报告说，“没人知道他什么时候在开玩笑，什么时候是认真的”。不过在军事方面，南苏蒂的姿态却变得无比的霸气、简洁、强悍。他是个完美主义者，眼光敏锐，对骑兵的了解也无可挑剔，每次看到自己的骑兵动作不当，他都会感到震惊，然后变得讽刺，有时甚至侮辱下属。但是，每当他训斥过头的时候，他就会明显地对自己感到不满和自责，试图向被他侮辱的人提供补偿。这种行为似乎反复出现。在他服役的最后几天，即1814年，他的情绪似乎特别糟糕，因为他在短时间内受了许多轻伤，最重要的是，他与拿破仑闹翻了。在此期间，他严重虐待了他的一名中队指挥官，因为他没有足够快地执行他的命令，甚至因为一个轻微的过错而开除了他的参谋长德拉洛耶上校。

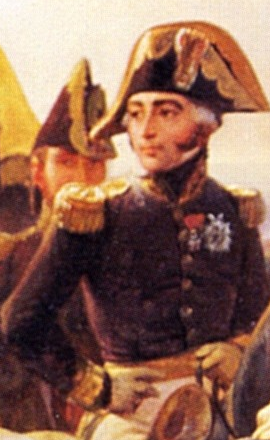
在弗里德兰的南苏蒂将军

南苏蒂作为一名骄傲而独立的指挥官的性格在他的整个职业生涯中都很明显，他自负的天性是当时伟大骑兵指挥官的典型特征，导致与他的同龄人发生了几次冲突。其中有一次事件几乎导致与另一名高级骑兵指挥官决斗。此事发生在1809年7月11日，也就是瓦格拉姆战役几天后，南苏蒂与第3重骑兵师的指挥官阿里吉·德·卡萨诺瓦将军产生矛盾。两人都坚决要求他们各自的部队拥有并使用一个刚发现的小农场池塘。两人始终不肯让步，并爆发激烈争吵，以至于为了解决这件事，他们差点来一场决斗。最终，资历更老的南苏蒂胜出，事件发生后，阿里吉的一名胸甲骑兵竖起了一个标语，讽刺地写着“南苏蒂的池塘”。
有时，南苏蒂的讽刺甚至针对他的上级，南苏蒂在弗里德兰战役中与更高级的格鲁希发生冲突。尽管如此，格魯希后来认识到南苏蒂在整个战斗中的行动是“光荣的”1809年南苏蒂在瓦格拉姆战役后对拿破仑的批评做出了著名的回应，他说：“无论如何，教我如何驾驭骑兵的不是陛下”三年后在，在俄罗斯战役中，当那不勒斯国王缪拉抱怨马匹缺乏抵抗力时，南苏蒂反驳道：“哦，是的，陛下，这是因为他们缺乏爱国主义”。在1814年的克朗恩战役中，在辞职的前一天，据记录，他拒绝执行拿破仑下令进攻堡垒，他认为此举是对他的部下的死刑。相反，南苏蒂告诉皇帝：“我一个人去。那里只有死亡，我不会带领这些勇敢的士兵走向死亡。”
他在战役中的行为只能被描述为非常光荣，有时甚至是人道的，这一特点在法国大革命战争期间得到了体现，当时他不遗余力地保护被俘的叛国者免受军队中革命激进分子的袭击。他还表现出对被占领人口的尊重，从不容忍手下的掠夺或暴力行为。他多次收到为了表示感谢而送来的礼物，但他经常拒绝并送回去。在蒂罗尔战役期间，据记录他接受了一大笔钱，但他立即将这笔钱分发给了当地医院。他人性的进一步证明是他对他的人的生命和福祉表现出的关心，他总是不愿意为了自己的荣耀而牺牲手下的士兵。
总的来说，作为一名重骑兵指挥官，南苏蒂是拿破仑战争期间最优秀的将领之一。他目标精准，有条不紊，精通骑兵战术，在准备进攻部署方面比任何人都好。然而，他没有拉萨尔、蒙布倫或凯勒曼等人大胆，但这并没有阻止他领导拿破仑战争中一些最令人难忘的骑兵冲锋。也有人说，当他被置于缪拉的指挥下时，他的反应是“有计划的缓慢”。他在维持和训练部队方面的才能似乎超过了他的同龄人。从拿破仑战争开始就说明了这一点，在缪拉元帅的领导下，在大军中组织了骑兵预备队。该预备队各个单位的指挥权交给了一些最优秀的骑兵指挥官，包括让-约瑟夫·安热·多普尔、路易·克莱因、马克-安托万·德·博蒙、弗雷德里克·亨利·瓦尔特、路易·巴拉圭·德希利尔斯和爱德华·让·巴蒂斯特·米约。尽管这些指挥官的名气和素质很高，但南苏蒂部队获得了战力最好、机动最准确的美誉。
南苏蒂的战术才能在奥斯特利茨、弗里德兰、埃克米尔、埃斯灵、博罗金诺、哈瑙、蒙米赖尔、沃尚或克朗讷得到了展示，为法兰西第一帝国的一些最辉煌的胜利做出了重要贡献。

## 引注
1. 1 2  Fierro; Palluel-Guillard; Tulard, p. 978
2. 1 2 3  Thoumas, p. 4.
3. 1 2  Courcelles, p. 140.
4. 1 2  Thoumas, p. 5
5. 1 2  Thoumas, pp. 6–7
6. ↑  Thoumas, p. 8.
7. ↑  Thoumas, p. 9.
8. ↑  Thoumas, pp. 9–10.
9. ↑  Thoumas, p. 10.
10. ↑  Thoumas, pp. 11–14
11. ↑  Thoumas, p. 14.
12. 1 2 3  Courcelles, p. 141.
13. 1 2  Thoumas, pp. 14–15.
14. ↑  Thoumas, p. 15-16.
15. 1 2  Thoumas, p. 16.
16. 1 2  Thoumas, p. 17.
17. 1 2 3 4  Thoumas, p. 18.
18. 1 2  Smith, p, 253.
19. 1 2  Smith, pp. 56–57.
20. 1 2 3  Thoumas, pp. 18–19.
21. 1 2  Thoumas, p. 20.
22. ↑  Pigeard, Dictionnaire des batailles..., p. 277.
23. 1 2  Thoumas, p. 21.
24. ↑  Garnier, p. 48.
25. 1 2 3  Thoumas, p. 22.
26. ↑  Thoumas, p. 22.
27. ↑  Garnier, pp. 50–51.
28. ↑  Thoumas, pp. 23–24.
29. ↑  Garnier, pp. 51–52.
30. 1 2 3  Thoumas, p. 25-27.
31. ↑  Pigeard, Dictionnaire de la Grande Armée, p. 368.
32. ↑  Thoumas, p. 27.
33. ↑  Tulard, vol. 2, p. 401.
34. ↑  Gotteri, p. 198.
35. ↑  Thoumas, pp. 27–28.
36. ↑  Castle, p. 7.
37. ↑  Thoumas, pp. 29–30.
38. 1 2 3  Pigeard, Dictionnaire des batailles de Napoléon, p. 266.
39. ↑  Thoumas, pp. 30–31.
40. ↑  Thoumas, pp. 31–32.
41. ↑  Thoumas, p. 32.
42. 1 2  Thoumas, p. 35.
43. ↑  Thoumas, p. 36.
44. 1 2 3  Arnold, p. 149.
45. ↑  Thoumas, pp. 36–37.
46. ↑  Pigeard, Dictionnaire des batailles..., p. 922.
47. ↑  Sokolov, pp. 224–225.
48. 1 2 3 4 5  Thoumas, p. 37.
49. ↑  Sokolov, p. 455.
50. ↑  Naulet, p. 67.
51. 1 2 3  Thoumas, p. 38.
52. ↑  Thoumas, pp. 39–40.
53. 1 2 3 4  Thoumas, pp. 39–41.
54. 1 2  Courcelles, p. 143.
55. 1 2 3  Thoumas, p. 41.
56. ↑  Pigeard, Dictionnaire des batailles..., p. 252.
57. ↑  Thoumas, p. 42.
58. ↑  Mir, p. 12.
59. ↑  Thoumas, p 43.
60. ↑  Thoumas, pp. 43–44.
61. ↑  Mir, pp. 16–17.
62. 1 2 3  Thoumas, p. 45.
63. ↑  Thoumas, pp. 46–51.
64. 1 2 3 4  Thoumas, pp. 52–56.
65. 1 2 3  Courcelles, p. 145.
66. ↑  Thoumas, p. 56.
67. 1 2 3 4 5  Thoumas, p. 57.
68. ↑  Courcelles, p. 146.
69. ↑  Thoumas, p. 57.
70. ↑  .   [2022-03-30]. （原始内容存档于2020-10-03）.
71. ↑  Courcelles, p. 139.
72. ↑  GeneaNet
73. ↑  Thoumas, pp. 28–29.
74. ↑  Arnold, p. 175.
75. 1 2  Thoumas, p. 25.
76. ↑  Thoumas, p. 39.
77. ↑  Courcelles, pp. 146–147.
78. ↑  Thoumas, p. 13.
79. ↑  Thoumas, p. 58.